# Aeropuerto Internacional de Múnich-Franz Josef Strauss
El Aeropuerto Internacional de Múnich (IATA: MUC, OACI: EDDM) (en alemán: Flughafen München Franz Josef Strauß) es un aeropuerto alemán situado 28 km al noroeste de Múnich, y es una base de Lufthansa y sus socios de la Star Alliance. El aeropuerto ocupa parte de cuatro municipios: Frisinga, Oberding, Hallbergmoos y Marzling. El aeropuerto lleva el nombre del político bávaro Franz Josef Strauß.
En 2017 el aeropuerto tuvo un tráfico de 44 594 516 de pasajeros, lo que lo convierte en el segundo aeropuerto con más tráfico de Alemania y el noveno de Europa. En 2006, por segundo año consecutivo, el Aeropuerto de Múnich fue nombrado «mejor aeropuerto de Europa» y «tercer mejor aeropuerto del mundo (tras el Aeropuerto de Singapur-Changi y el Aeropuerto Internacional de Hong Kong).

## Historia
El aeropuerto comenzó a operar en 1992, cuando reemplazó al antiguo aeropuerto internacional de Múnich Riem. Cuando su construcción comenzó en 1980, una villa llamada Franzheim tuvo que ser demolida y sus 500 habitantes tuvieron que ser reasentados en otros pueblos de la zona.
Debido a la gran saturación que experimenta el aeropuerto de Fráncfort, una de las bases de Lufthansa, esta aerolínea opta por conectar muchas ciudades a través del aeropuerto de Múnich. El aeropuerto lleva el nombre de Franz Josef Strauss, un personaje importante de la política alemana, que fue presidente del estado federado de Baviera, y bajo cuyo mandato se planeó la construcción del aeropuerto. Se dice que Strauss tenía un gran interés en la industria aeronáutica y las infraestructuras relacionadas, ya que era piloto privado.
Es poco frecuente llamar al aeropuerto por su nombre completo, incluso la compañía que gestiona el aeropuerto se denomina solo Flughafen München Gesellschaft. Los muniqueses prefieren denominarlo Flughafen München (Aeropuerto de Múnich), algunas veces Flughafen München II o simplemente MUC
En junio de 2003 se abrió la Terminal 2, para albergar a la Star Alliance y a los socios de Lufthansa.
Debido al rápido incremento del tráfico del aeropuerto, se está planeado construir una tercera pista, lo que también reducirá significativamente los largos restrasos en invierno debidos a la nieve. Como siempre que hay un proyecto de este tipo, existe una considerable oposición de los vecinos afectados. Han llevado ante los tribunales el proyecto, que les han dado la razón a los vecinos.

## Geografía
Se puede llegar al centro de la ciudad de Múnich a través de la red de Cercanías de Múnich, mediante las líneas S1 y S8, que tardan entre 39 y 44 minutos en hacer el recorrido Aeropuerto-Estación central de trenes y cuestan 11,60€ por trayecto. Los taxis cuestan alrededor de 50€ y suelen encontrarse con atascos a la entrada de la ciudad.
Durante algún tiempo hubo planes para construir el que sería el primer tren magnético de Europa: el Transrapid, con el objetivo de recorrer un trazado de 37 kilómetros desde el aeropuerto a la estación central de Múnich a una velocidad máxima de 500 km/h en apenas 10 minutos. Estos planes fueron definitivamente abandonados en marzo de 2008 debido a los altos costes.
A la cercanas ciudades de Frisinga y Erding se puede en taxi en 15 minutos por unos 18€.
El Centro Aeropuerto de Múnich está situado entre las terminales 1 y 2, es una especie de centro comercial mezclado con centro de negocios y conferencias.

## Terminales
Hay dos terminales en el aeropuerto. El aeropuerto se puede dividir básicamente en 3 partes: Terminal 1, Terminal 2 y zonas comunes. La zona de lado aire de las terminales 1 y 2 tienen muchas menos tiendas y zonas de restauración que la zona común. Además, existe otra terminal de aviación general que se utiliza para atender a aviones privados y corporativos.

### Terminal 1
La terminal 1 acoge a la mayoría de las aerolíneas que no son de la Star Alliance. Posee 60 mostradores de facturación, 19 puertas de embarque con pasarela y 14 sin ellas. Las zonas de embarque están marcadas con las letras A-F (la zona F está más cerca de la terminal 2 y de la zona segura para los vuelos a Israel.) La Terminal fue abierta a la vez que el aeropuerto el 17 de mayo de 1992, y es capaz de soportar un tráfico de pasajeros de 20 millones al año. En 2007 la terminal fue renovada, aumentando el espacio disponible para tiendas, comercios y otros servicios. Algunas zonas ya han sido renovadas. 68 aerolíneas usan esta terminal.

#### Zona B

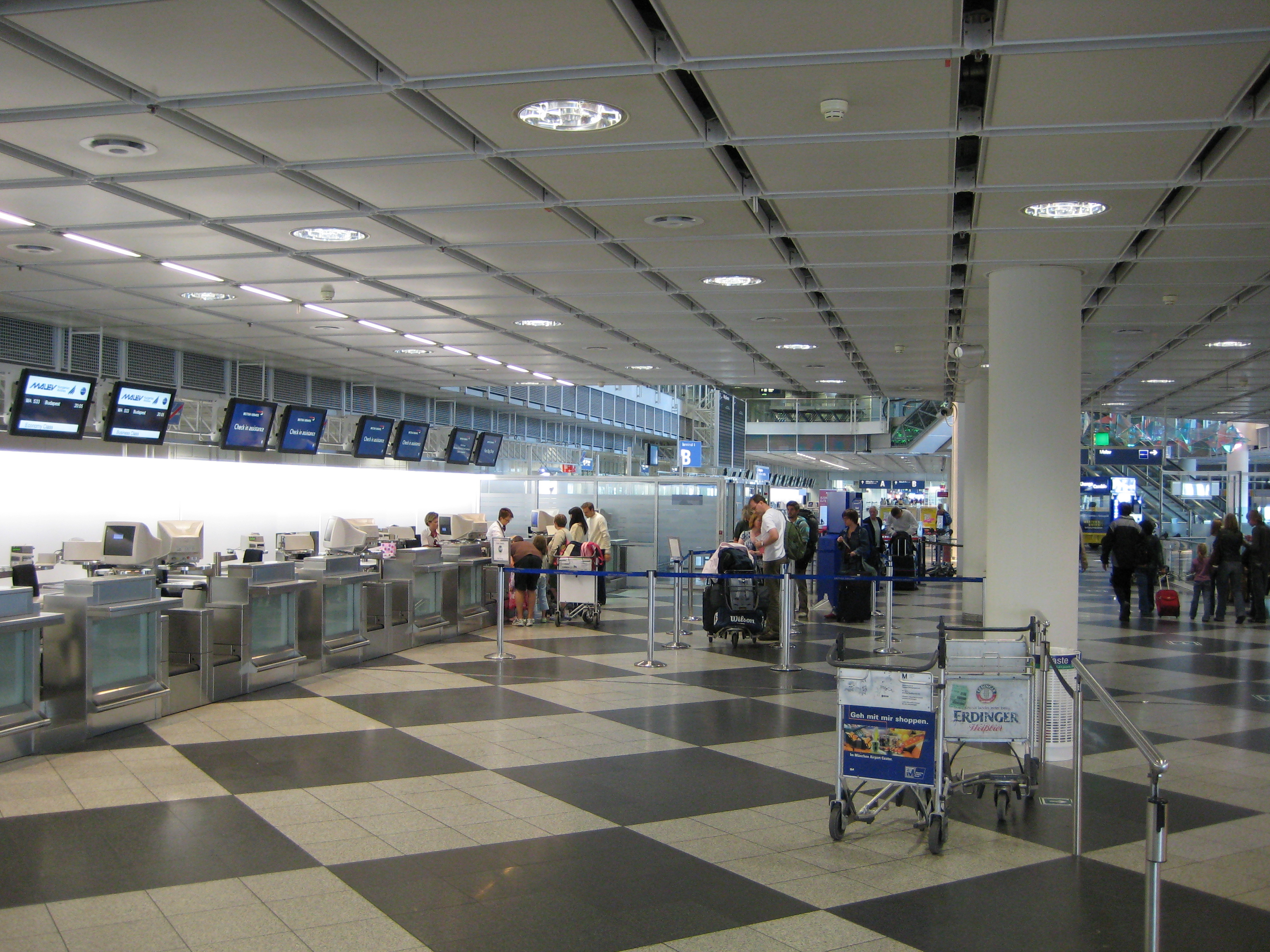
Mostradores de facturación de la Zona B.

- Air Mauritius: Port Luis
- British Airways: Londres-Heathrow
- Delta Air Lines: Atlanta
- Royal Jordanian: Amán
- Tunisair: Monastir, Túnez, Yerba

#### Zona C
- African Safari Airways: Mombasa
- airBaltic: Riga, Vilna

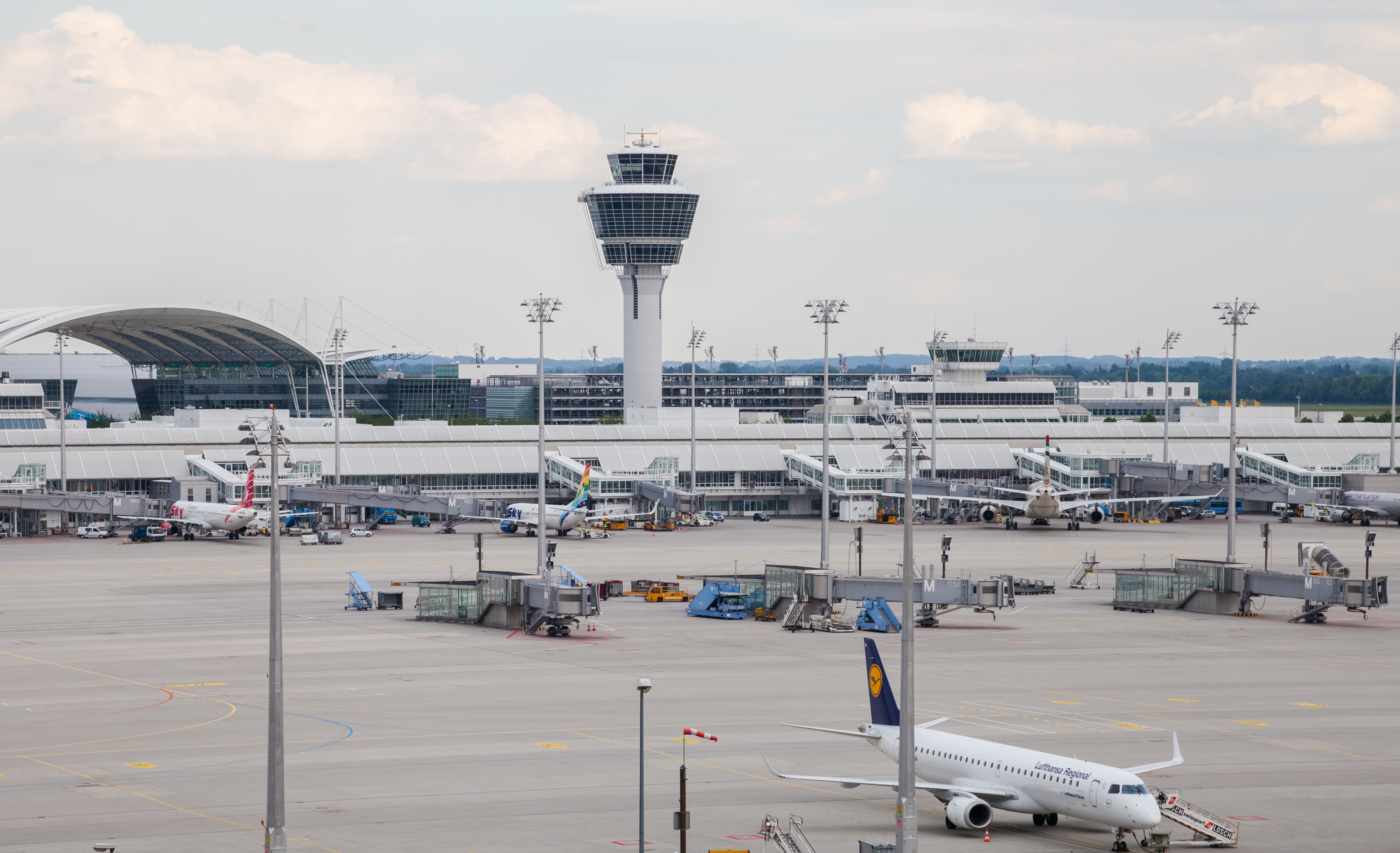
Torre de control.

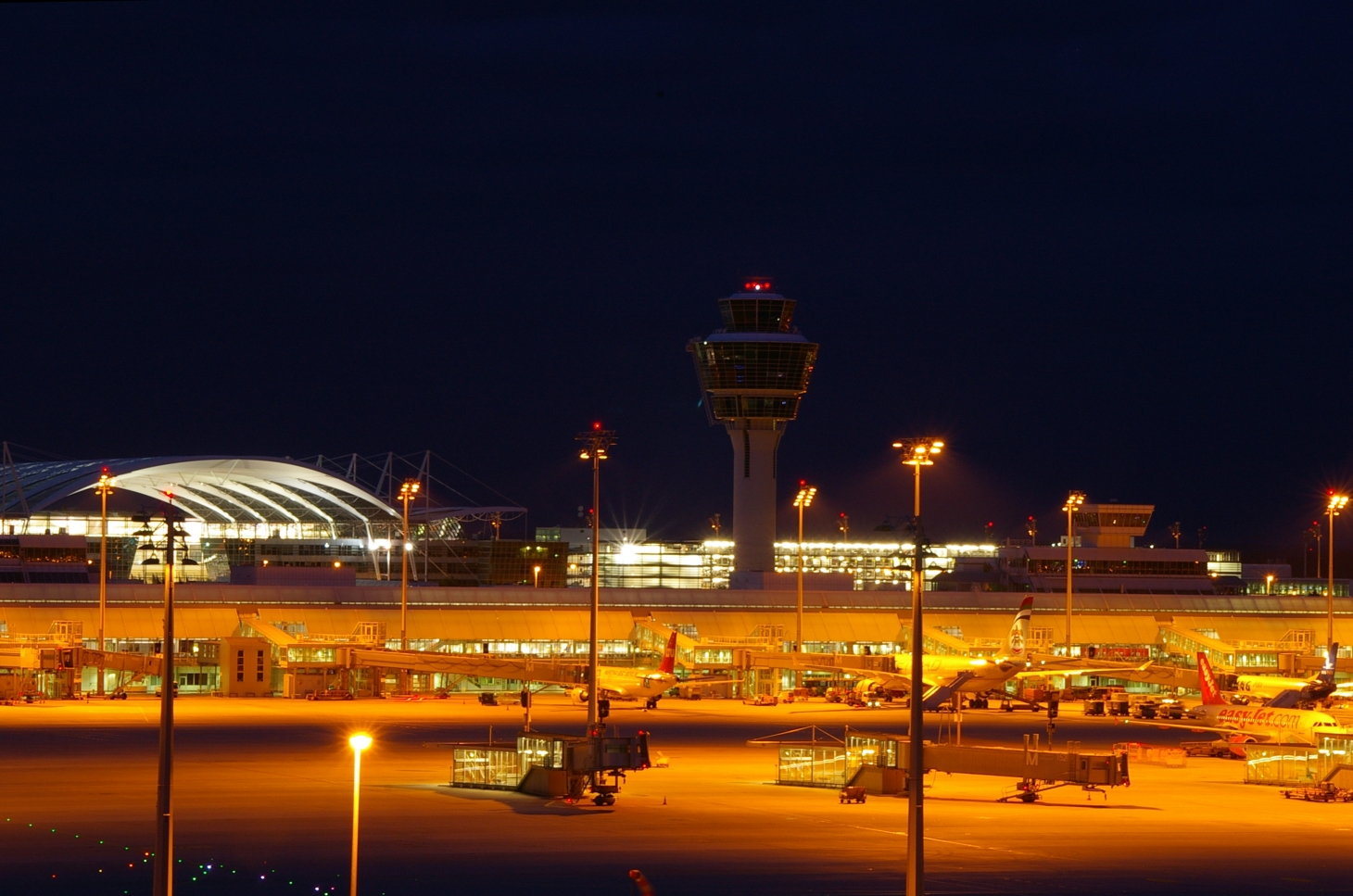
El aeropuerto de Múnich por la noche.

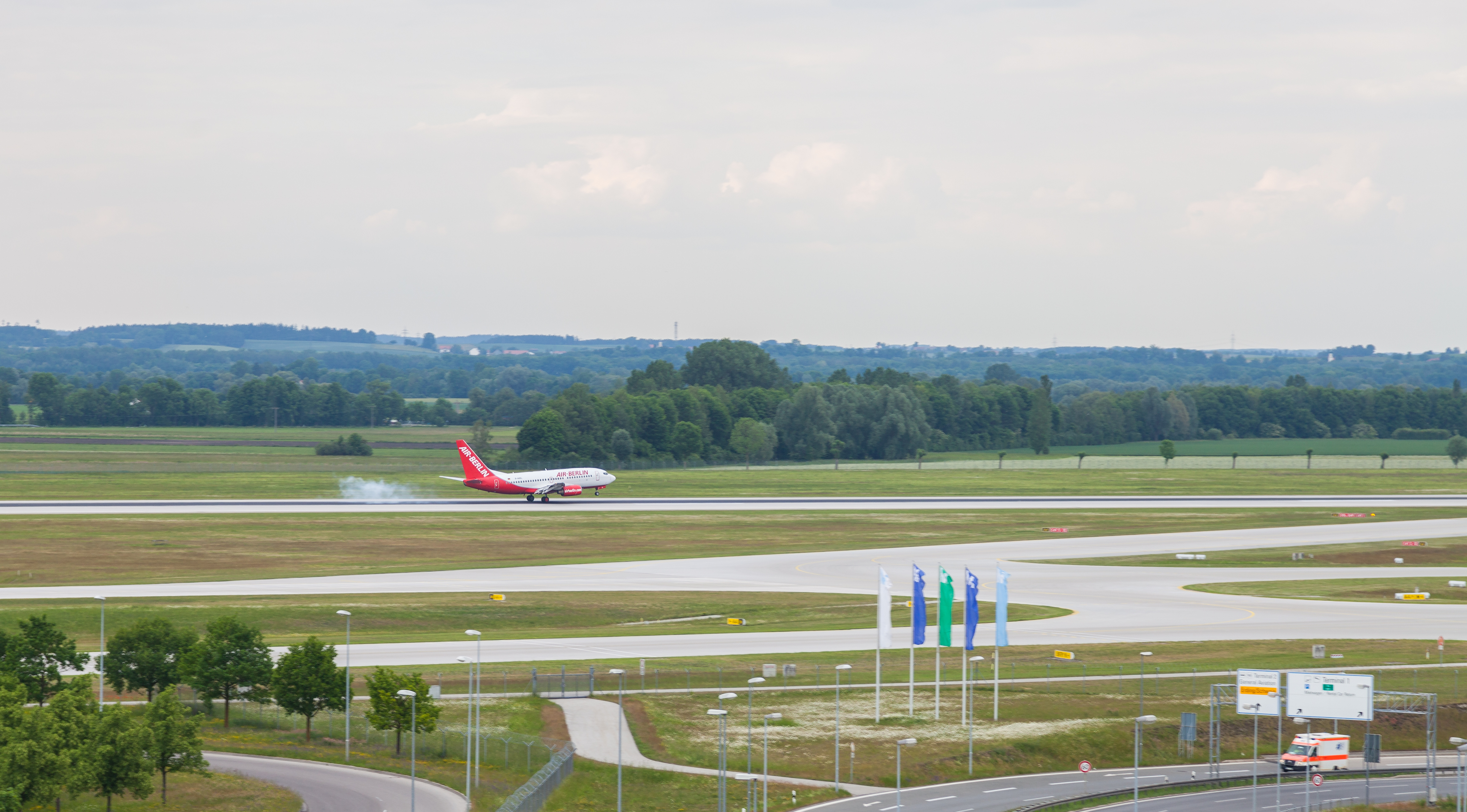
Aeroavión de Air Berlin aterrizando en el aeropuerto de Múnich.

- Blue Wings: Estambul-Ataturk, Esmirna
- Czech Airlines: Praga
- Bulgarian Air Charter: Burgas, Varna
- Emirates: Dubái
- Etihad Airways: Abu Dabi
- Eurocypria Airlines: Lárnaca, Pafos
- Free Bird Airlines: Antalya
- Inter Airlines: Antalya, Estambul-Ataturk
- Polet Airlines: Vorónezh
- Pegasus Airlines: Antalya, Estambul-Sabina Gokcen
- SunExpress: Antalya, Bodrum, Esmirna
- Syrian Arab Airlines: Alepo, Damasco
- TACV: Sal
- Tajikistan Airlines: Estambul-Ataturk, Dusambé
- TAROM: Bucarest-Otopeni, Sibiu
- Ural Airlines: Ekaterimburgo
- UTair Aviation: Tyumen

#### Zona D
- Aer Lingus: Dublín

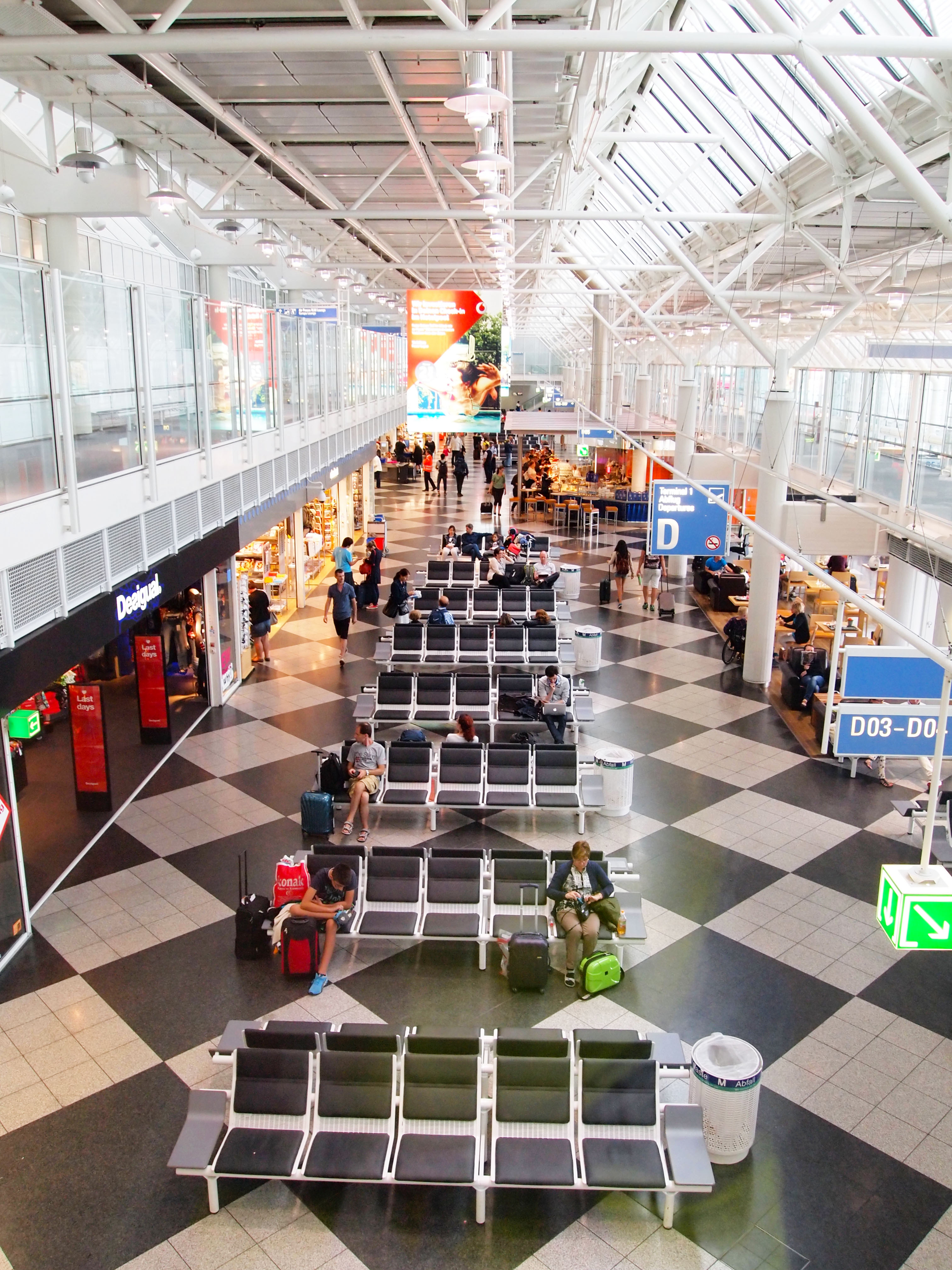
Zona de embarque en la terminal 1D.

- Air France: París-Charles de Gaulle
  - Air France operado por Brit Air: Lyon
- Avianca: Bogotá
- Brussels Airlines: Bruselas
- easyJet: Edimburgo, Londres-Stansted
- Finnair: Helsinki
- Iberia: Madrid
- Icelandair: Reikiavik
- ITA Airways: Milán-Malpensa, Roma-Fiumicino
- KLM: Ámsterdam
  - KLM operado por KLM Cityhopper: Ámsterdam
- Norwegian Air Shuttle: Oslo, Varsovia

#### Zona E
Solo llegadas.

#### Zona F
La Zona F es una terminal de alta seguridad usada por las aerolíneas de Israel. Es un edificio donde los pasajeros son transportados en autobús a puertas remotas seguras, bajo la custodia de la Policía Federal Alemana.
- Arkia Israel Airlines: (Tel Aviv)
- El Al: (Tel Aviv)
- Israir: (Tel Aviv)
- Sun D'Or: (Tel Aviv)

#### Zona Z (Central)
- Air Transat: Calgary, Toronto-Pearson, Vancouver
- TUIfly: Antalya, Araxos, Bari, Bodrum, Cagliari, El Cairo, Catania, Corfú, Cos, Dalamán, Dubrovnik, Faro, Fuerteventura, La Canea, Hurgada, Jerez de la Frontera, Lanzarote, Lamezia-Terme, Gran Canaria, Leipzig/Halle, Marsa Alam, Menorca, Monastir, Nápoles, Olbia, Palermo, Palma de Mallorca, Rodas, Rijeka, Rimini, Sharm el Sheij, Tel Aviv, Tenerife-Sur, Salónica, Venecia.

### Terminal 2

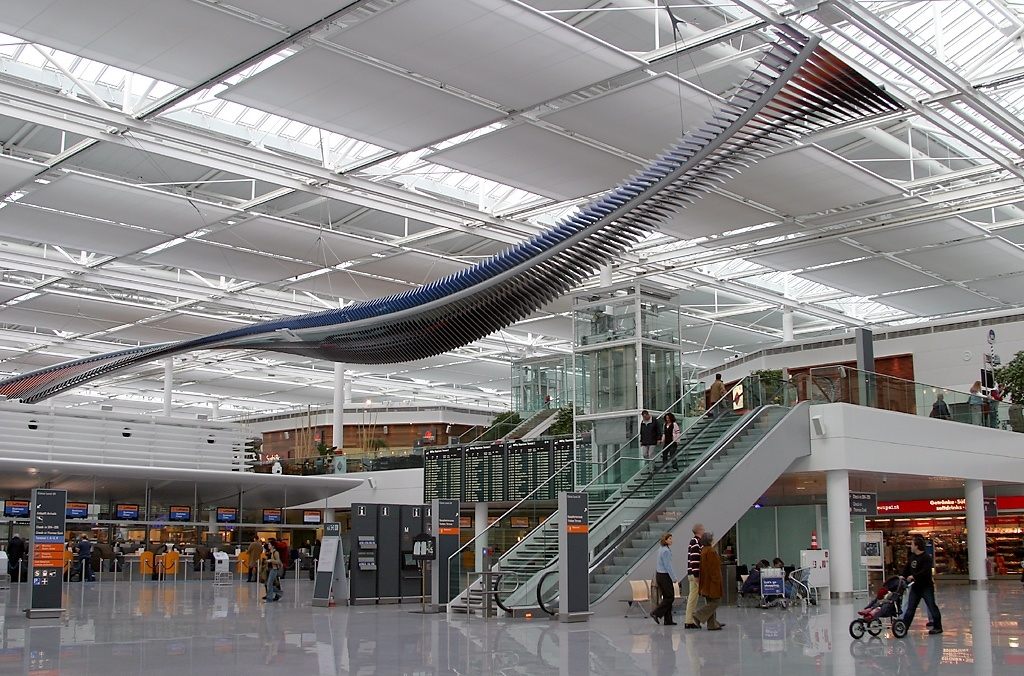
Sala de facturación de la Terminal 2.

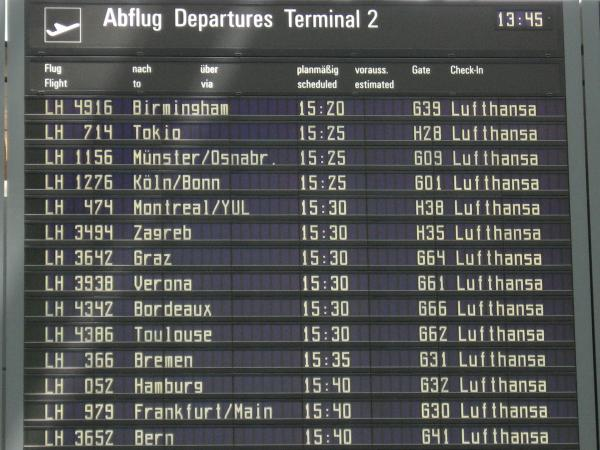
Sistema de información de vuelos de la Terminal 2.

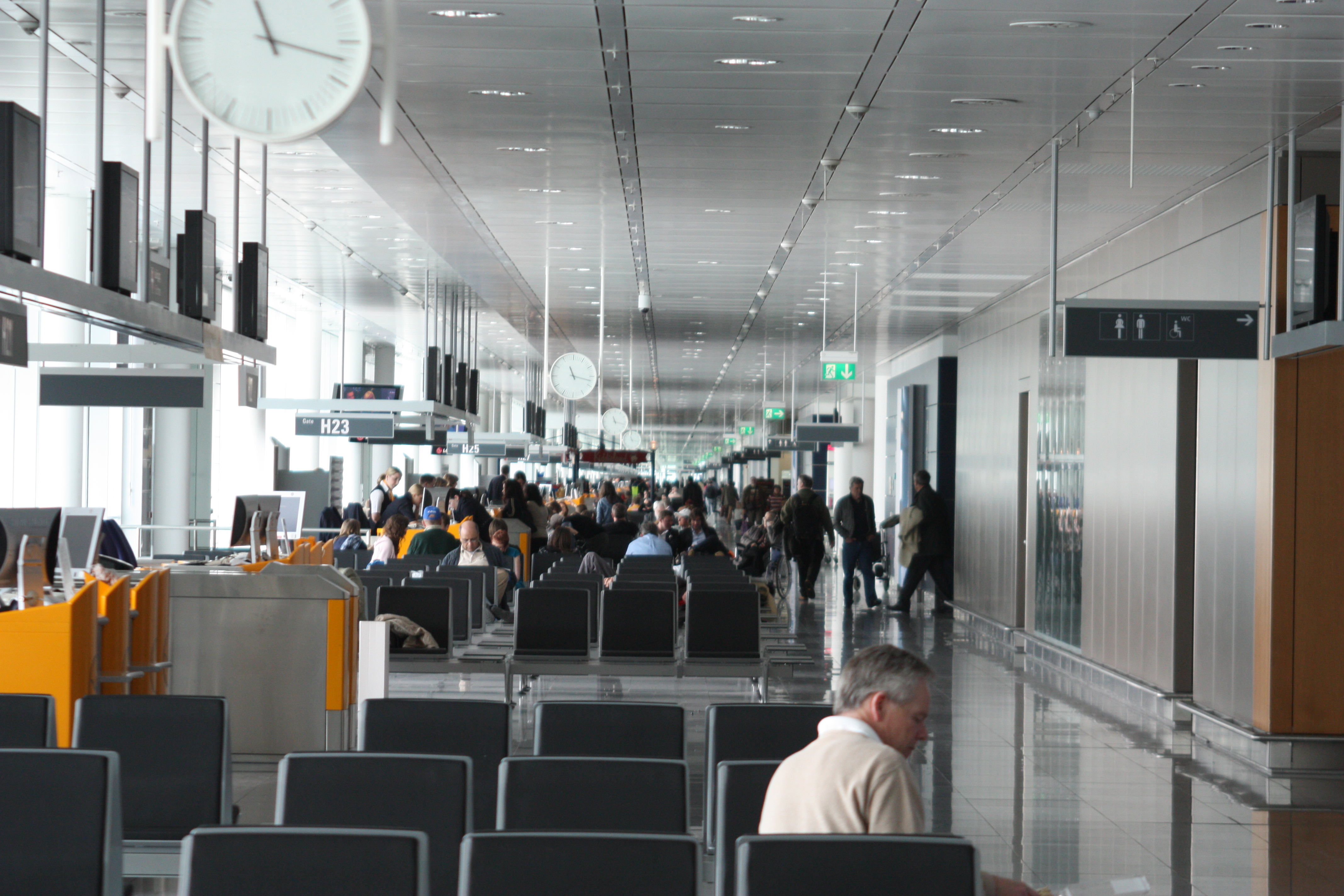
Zona de espera y puertas de embarque de la Terminal 2.

En la Terminal 2 se concentra la actividad de las aerolíneas de la Star Alliance así como de las aerolíneas asistidas por Lufthansa. Tiene dos vestíbulos: G y H, para vuelos a países miembros del tratado de Schengen y no miembros respectivamente. Tiene 75 posiciones de estacionamiento de aeronaves, con 24 pasarelas de acceso directo (4 para aviones regionales) y 47 puertas de embarque. Fue abierta al tráfico el 29 de junio de 2003 y es capaz de mantener un tráfico de 25 millones de pasajeros al año. El tiempo necesario para realizar una conexión dentro de la terminal es de solo 30 minutos, como dice la publicidad del aeropuerto y de Lufthansa. Con la nueva terminal, la importancia de Múnich como aeropuerto de conexión se ha incrementado. 26 aerolíneas usan la terminal 2.

#### Zona 3
- Cóndor: Agadir, Antalía, Bangkok-Suvarnabhumi, Barcelona, Burgas, Cancún, Cayo Coco, Dalamán, Faro, Fuerteventura, Funchal, Hurgada, Ibiza, Jerez de la Frontera, La Romana, Lanzarote, Larnaca, Gran Canaria, Madrid, Mahé, Málaga, Male, Marsa Alam, Mauricio, Nápoles, Pafos, Palma de Mallorca, Phuket, Punta Cana, La Palma, Sharm el-Sheij, Taba, Tenerife Sur, Varadero, Venecia.
- Germanwings: Berlín-Schönefeld, Colonia/Bonn, Dortmund, Hamburgo
- Turkish Airlines: Ankara, Estambul

#### Zona 4
- Aegean Airlines: Atenas, Tesalónica
- Adria Airways: Liubliana
- Air Canada: Toronto-Pearson
- Air China: Pekín-Daxing
- Air Malta: Malta
- Avianca: Bogotá-El Dorado
- Austrian Airlines: Viena
- Azul Linhas Aéreas: Campinas-Viracopos
- Carpatair: Timisoara
- Cimber Air: Billund
- Cirrus Airlines: Erfurt
- Croatia Airlines: Zagreb
- EgyptAir: El Cairo
- LOT Polish Airlines: Gdansk, Varsovia
  - operado por Eurolot: Katowice, Poznan, Breslavia
- LATAM Brasil:Sao Paulo-Guarulhos
- Lufthansa: Ankara, Atenas, Barcelona, Pekín, Berlín, Bilbao, Boston, Bremen, Bruselas, Bucarest-Otopeni, Budapest, Busán, Catania, Charlotte, Chicago-O'Hare, Colonia/Bonn, Nueva Delhi, Denver, Dubái, Dusseldorf, Fráncfort del Meno, Hamburgo, Hanóver, Helsinki, Hong Kong, Estambul-Atatürk, Esmirna, Kiev-Boryspol, Larnaca, Lisboa, Londres-Heathrow, Los Ángeles, Madrid, Montreal, Muenster/Osnabrück, Nápoles, Newark, Nueva York-JFK, Niza, Oslo, Palma de Mallorca, París-Charles de Gaulle, Roma-Fiumicino, San Francisco, Sao Paulo-Guarulhos, Seúl-Incheon, Shanghái-Pudong, Sofía, Estocolmo-Arlanda, Tiflis, Tokio-Narita, Toronto-Pearson, Viena, Vancouver (Estacional), Varsovia, Washington-Dulles, Ereván, Zúrich
  - Lufthansa Regional operado por Lufthansa CityLine: Ámsterdam, Basilea/Mulhouse, Birmingham, Bilbao, Bolonia, Burdeos, Bratislava, Bremen, Bucarest-Otopeni, Budapest, Cologne/Bonn, Copenhague, Donetsk, Dortmund, Dresde, Dusseldorf, Florencia, Gdansk, Ginebra, Gotemburgo-Landvetter, Hanóver, Cracovia, Leipzig/Halle, Londres-City, Lyon, Mánchester, Marsella, Milán-Malpensa, Muenster/Osnabruck, Nápoles, Niza, Oporto, Oslo, París-Charles de Gaulle, Sarajevo, Sofía, Estocolmo-Arlanda, Timisoara, Tirana, Toulouse, Viena, Varsovia, Westerland/Sylt, Ereván, Zagreb, Zúrich
  - Lufthansa Regional operado por Air Dolomiti: Ancona, Basilea/Mulhouse, Berna, Bolonia, Cagliari, Milán-Malpensa, Nápoles, Pisa, Praga, Roma-Fiumicino, Trieste, Turín, Venecia)
  - Lufthansa Regional operado por Augsburg Airways: Dortmund, Florencia, Graz, Olbia, Paderborn, Poznan, Stuttgart, Breslavia, Zagreb
  - Lufthansa Regional operado por Contact Air: Leipzig/Halle
  - Lufthansa Regional operado por Eurowings: Muenster/Osnabruck, Nápoles, Niza
- Luxair: Luxemburgo, Sarre
- Qatar Airways: Doha
- Scandinavian Airlines System: Copenhague, Estocolmo-Arlanda
- South African Airways: Johannesburgo
- Swiss International Air Lines: Zúrich
- TAP Portugal: Lisboa
- Thai Airways International: Bangkok-Suvarnabhumi
- United Airlines: Chicago-O'Hare, Houston-Intercontinental, Newark, Washington-Dulles

## Otras infraestructuras

### Zona Central

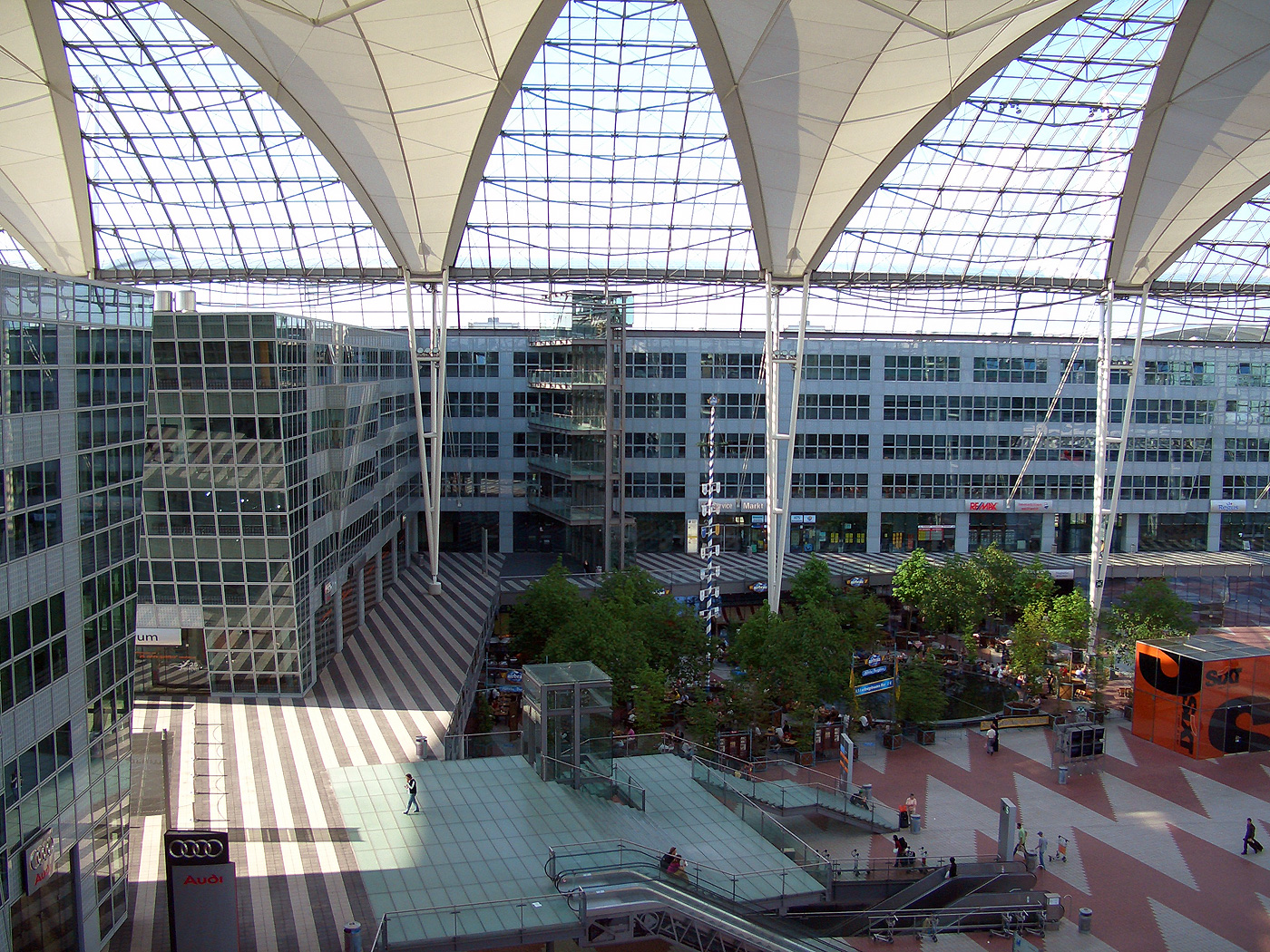
Zona Central.

La Zona Central (Munich Airport Center o simplemente MAC) es una zona de tiendas, negocios y ocio que conecta las dos terminales. La zona más antigua que pertenece a la terminal 2 es una zona interior. La zona más nueva fue construida al mismo tiempo que la segunda terminal y es una gran zona exterior cubierta por un techo trasparente, que representa la superficie cubierta más grande de Europa. En esta zona se realizan distintos eventos como el Mercado navideño, en verano existe un patio Cervecero y se encuentra el hotel Kempinski http://www.kempinski-airport.de/de/home/index.htm

### Pistas
El aeropuerto cuenta con dos pistas de aterrizaje paralelas y un helipuerto de hormigón. Las dos pistas de hormigón (08R/26L y 26R/08L) son de 4.000 metros (13.120 pies) de largo y 60 metros (200 pies) de ancho.

### Zonas de aparcamiento

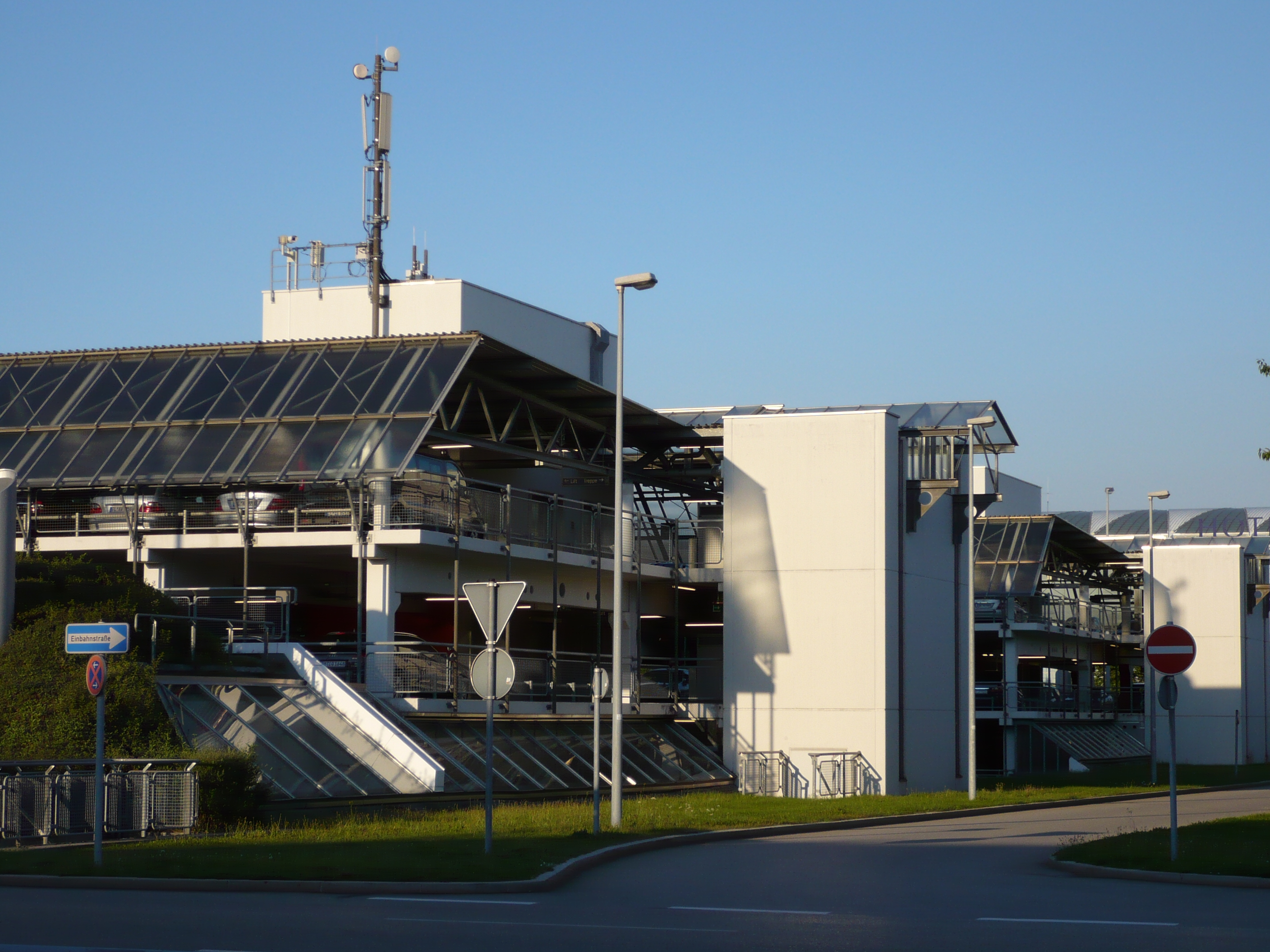
Zona de aparcamiento frente a la Terminal 1.

Actualmente, hay cinco aparcamientos y seis zonas de aparcamiento subterráneo, que ascienden en conjunto a un total de 30.000 plazas de aparcamiento,  de las cuales aproximadamente 16.500 están bajo un techo. El garaje P20 de la Terminal 2, con 6400 plazas de aparcamiento en once niveles (incluyendo cuatro que están bajo tierra), fue el garaje más grande de Alemania desde su puesta en marcha en el año 2003 hasta la apertura del aparcamiento del nuevo Allianz Arena en 2005. Un sistema de aparcamiento guiado se instaló en los aparcamientos, detecta si una plaza está ocupada y se muestra a los vehículos recién llegados donde se encuentran las plazas de aparcamiento vacías.
Aparte de las instalaciones habituales de aparcamiento, el Aeropuerto de Múnich oferta, con un coste adicional, plazas de aparcamiento con servicios adicionales. Estas incluyen un servicio de aparcamiento (el vehículo es recogido por un empleado del aeropuerto a la salida del vuelo y este se encarga de su aparcamiento) y la opción párking, alojamiento y vuelo (Park, Sleep & Fly), en el que se incluye una noche en el hotel Hilton. También hay una opción de aparcamiento más espacioso, llamado aparcamiento XXL, y párking con vigilancia. Y por último hay un nivel especial separado en el aparcamiento P20 . Además, se pueden reservar servicios especiales como la limpieza interior y exterior y el repostaje de combustible.

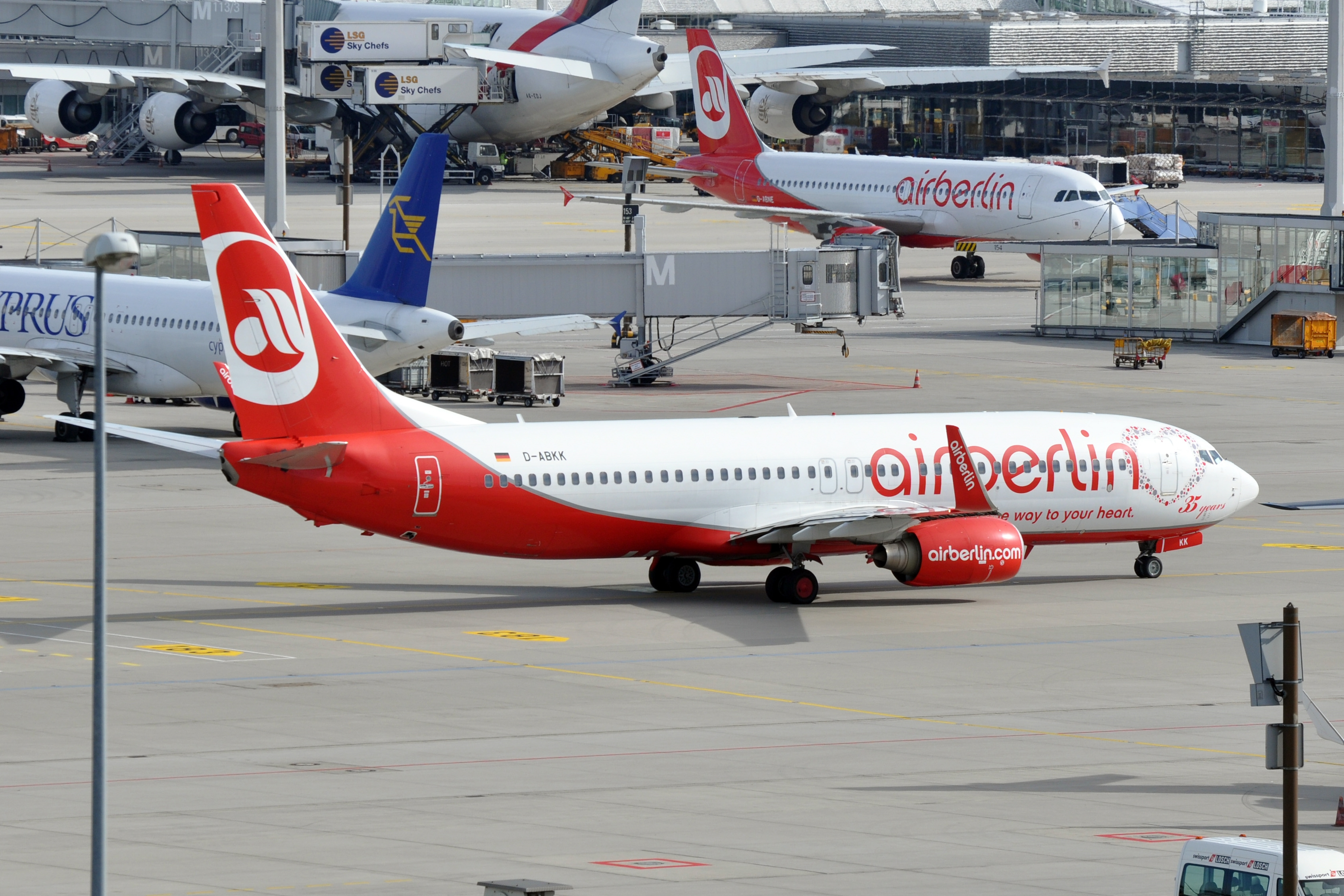
Dos aeronaves de Air Berlin.

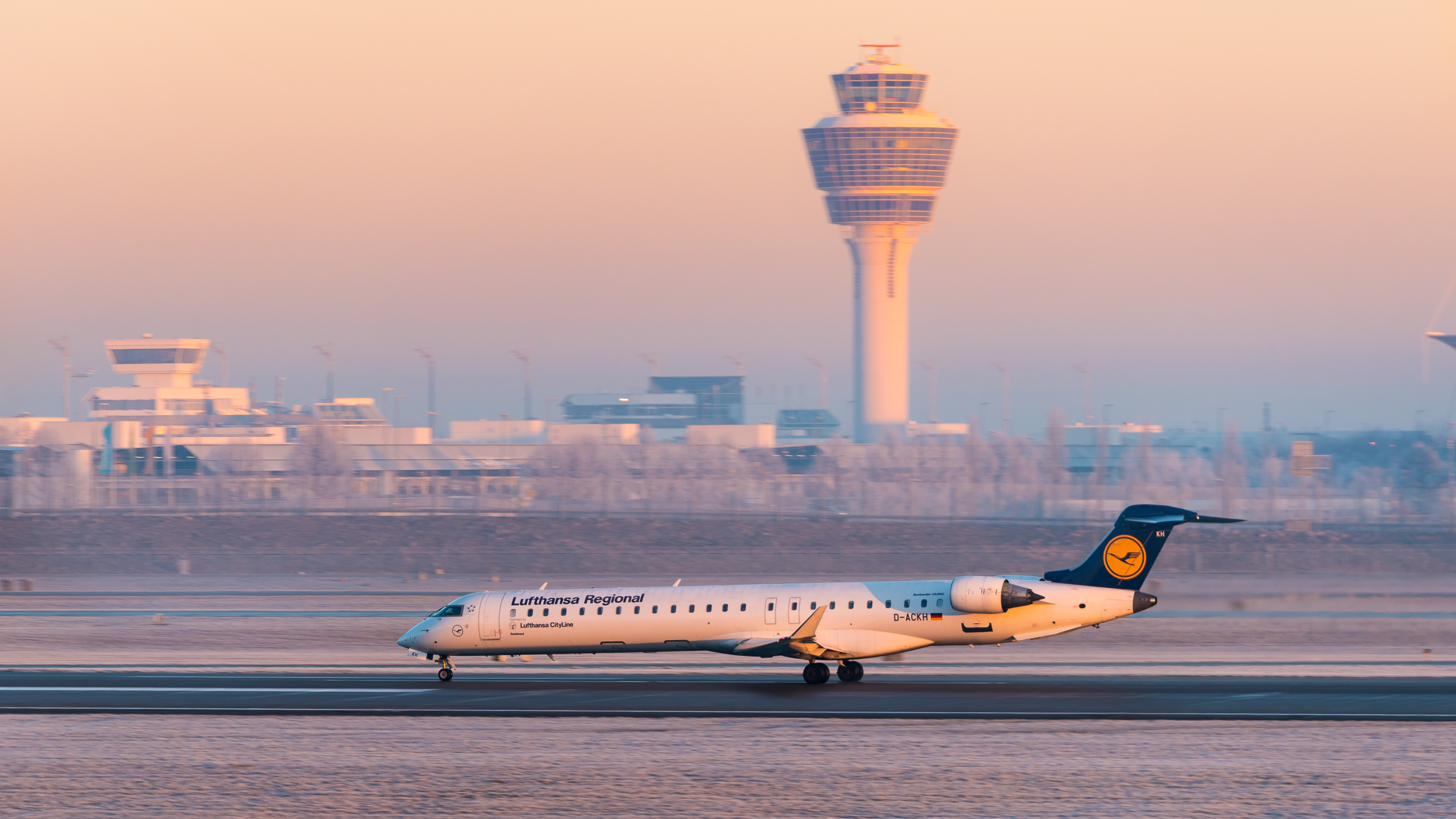
Bombardier CRJ900 de Lufthansa CityLine en la pista del aeropuerto.

## Aerolíneas y destinos

### Vuelos nacionales
| Aerolíneas                                        | Destinos |
| ------------------------------------------------- | --- |
| Eurowings operado por Germanwings                 | Dortmund |
| Lufthansa                                         | Berlín-Brandeburgo, Bremen, Colonia/Bonn, Düsseldorf, Fráncfort, Hamburgo, Hanover, Münster/Osnabrück                    |
| Lufthansa Regional operado por Lufthansa CityLine | Bremen, Colonia/Bonn, Dresde, Leipzig/Halle, Münster/Osnabrück, Núremberg, Paderborn-Lippstadt, Rostock, Stuttgart, Sylt |
| Transavia                                         | Berlín-Brandeburgo |

### Vuelos internacionales
Vuelos internacionales, regulares y chárter, operados desde el aeropuerto:
| Ciudades por países       | Nombre del aeropuerto                                | Aerolíneas                                                    | Aeronaves           | Frecuencias semanales |
| África                    | África                                               | África                                                        | África              | África                |
| ------------------------- | ---------------------------------------------------- | ------------------------------------------------------------- | ------------------- | --------------------- |
| Cabo Verde                |                                                      |                                                               |                     |                       |
| Isla de Sal               | Aeropuerto Internacional Amílcar Cabral              | TUIfly                                                        | B737                |                       |
| Sal Rei                   | Aeropuerto Internacional Aristides Pereira           | TUIfly                                                        | B737                |                       |
| Egipto                    |                                                      |                                                               |                     |                       |
| El Cairo                  | Aeropuerto Internacional de El Cairo                 | EgyptAir Lufthansa                                            |                     |                       |
| Hurghada                  | Aeropuerto Internacional de Hurghada                 | Cóndor TUIfly                                                 | B737                |                       |
| Marsa Alam                | Aeropuerto Internacional de Marsa Alam               | TUIfly                                                        | B737                |                       |
| Marruecos                 |                                                      |                                                               |                     |                       |
| Agadir                    | Aeropuerto de Agadir-Al Massira                      | Air Arabia Maroc Cóndor                                       | A320-214            |                       |
| Casablanca                | Aeropuerto Internacional Mohámmed V                  | Royal Air Maroc                                               |                     |                       |
| Marrakesh                 | Aeropuerto de Marrakesh                              | Lufthansa Royal Air Maroc Transavia                           | B737NG              |                       |
| Túnez                     |                                                      |                                                               |                     |                       |
| Enfidha                   | Aeropuerto Internacional Enfidha-Hammamet            | Nouvelair (Chárter) Tunisair                                  | A320-200            |                       |
| Túnez                     | Aeropuerto Internacional de Túnez-Cartago            | Tunisair                                                      |                     |                       |
| Yerba                     | Aeropuerto Internacional de Yerba-Zarzis             | Cóndor Nouvelair (Chárter) Tunisair                           | A320-200            |                       |
| Sudáfrica                 |                                                      |                                                               |                     |                       |
| Johannesburgo             | Aeropuerto Internacional de Johannesburgo            | South African Airways                                         | A3xx                |                       |
| Norteamérica              |                                                      |                                                               |                     |                       |
| Canadá                    |                                                      |                                                               |                     |                       |
| Montreal                  | Aeropuerto Internacional Pierre Elliott Trudeau      | Air Canada Lufthansa                                          | A350-941            | 8                     |
| Toronto                   | Aeropuerto Internacional Toronto Pearson             | Air Canada Lufthansa                                          | A350-941            | 14                    |
| Vancouver                 | Aeropuerto Internacional de Vancouver                | Lufthansa                                                     | A350-941            |                       |
| Estados Unidos            |                                                      |                                                               |                     |                       |
| Atlanta                   | Aeropuerto Internacional Hartsfield-Jackson          | Delta Air Lines                                               |                     |                       |
| Boston                    | Aeropuerto Internacional Logan                       | Lufthansa                                                     | A380-841, A350-941  |                       |
| Charlotte                 | Aeropuerto Internacional de Charlotte-Douglas        | American Airlines Lufthansa                                   | B777-223ER A350-941 |                       |
| Chicago                   | Aeropuerto Internacional O'Hare                      | Lufthansa United Airlines                                     | A350-941 B787-10    |                       |
| Denver                    | Aeropuerto Internacional de Denver                   | Lufthansa                                                     | A350-941            |                       |
| Detroit                   | Aeropuerto Internacional de Detroit                  | Delta Air Lines (Estacional)                                  |                     |                       |
| Filadelfia                | Aeropuerto Internacional de Filadelfia               | American Airlines                                             |                     |                       |
| Houston                   | Aeropuerto Intercontinental George Bush              | United Airlines                                               |                     |                       |
| Las Vegas                 | Aeropuerto Internacional Harry Reid                  | Cóndor                                                        |                     |                       |
| Los Ángeles               | Aeropuerto Internacional de Los Ángeles              | Lufthansa                                                     | A380-841            |                       |
| Miami                     | Aeropuerto Internacional de Miami                    | Lufthansa                                                     |                     |                       |
| Newark                    | Aeropuerto Internacional Libertad de Newark          | Lufthansa United Airlines                                     |                     |                       |
| Nueva York                | Aeropuerto Internacional John F. Kennedy             | Lufthansa                                                     | A380-841            |                       |
| San Diego                 | Aeropuerto Internacional de San Diego                | Lufthansa                                                     | A350-941            |                       |
| San Francisco             | Aeropuerto Internacional de San Francisco            | Lufthansa United Airlines                                     | A350-941 B777-200ER |                       |
| Seattle                   | Aeropuerto Internacional de Seattle-Tacoma           | Cóndor Lufthansa                                              |                     |                       |
| Washington D. C.          | Aeropuerto Internacional Washington-Dulles           | Lufthansa United Airlines                                     |                     |                       |
| México                    |                                                      |                                                               |                     |                       |
| Ciudad de México          | Aeropuerto Internacional de la Ciudad de México      | Lufthansa                                                     | A350-941            |                       |
| Cancún                    | Aeropuerto Internacional de Cancún                   | Cóndor Eurowings Discover (Estacional)                        | A330ceo             |                       |
| República Dominicana      |                                                      |                                                               |                     |                       |
| Punta Cana                | Aeropuerto Internacional de Punta Cana               | Cóndor / Eurowings Discover (Inicia 26 de marzo de 2025)      |                     |                       |
| Suramérica                |                                                      |                                                               |                     |                       |
| Brasil                    |                                                      |                                                               |                     |                       |
| Sao Paulo                 | Aeropuerto Internacional de São Paulo-Guarulhos      | Lufthansa                                                     | A350-941            |                       |
| Asia                      |                                                      |                                                               |                     |                       |
| Arabia Saudita            |                                                      |                                                               |                     |                       |
| Riad                      | Aeropuerto Internacional Rey Khalid                  | Lufthansa                                                     |                     |                       |
| Yida                      | Aeropuerto Internacional Rey Abdulaziz               | Saudia                                                        |                     |                       |
| Catar                     |                                                      |                                                               |                     |                       |
| Doha                      | Aeropuerto Internacional Hamad                       | Qatar Airways                                                 | B787-9              |                       |
| China                     |                                                      |                                                               |                     |                       |
| Pekín                     | Aeropuerto Internacional de Pekín-Capital            | Air China Lufthansa                                           | B777-39LER A350-941 |                       |
| Shanghái                  | Aeropuerto Internacional de Shanghái-Pudong          | Air China Lufthansa                                           | A350-941            |                       |
| Chipre                    |                                                      |                                                               |                     |                       |
| Lárnaca                   | Aeropuerto Internacional de Lárnaca                  | Lufthansa                                                     |                     |                       |
| Corea del Sur             |                                                      |                                                               |                     |                       |
| Seúl                      | Aeropuerto Internacional de Incheon                  | Lufthansa                                                     | A350-941            |                       |
| EAU                       |                                                      |                                                               |                     |                       |
| Abu Dabi                  | Aeropuerto Internacional de Abu Dabi                 | Etihad Airways                                                | B787                |                       |
| Dubái                     | Aeropuerto Internacional de Dubái                    | Emirates Lufthansa                                            |                     |                       |
| Georgia                   |                                                      |                                                               |                     |                       |
| Tiflis                    | Aeropuerto Internacional de Tiflis                   | Lufthansa                                                     |                     |                       |
| Hong Kong                 |                                                      |                                                               |                     |                       |
| Hong Kong                 | Aeropuerto Internacional de Hong Kong                | Lufthansa                                                     |                     |                       |
| India                     |                                                      |                                                               |                     |                       |
| Bangalore                 | Aeropuerto Internacional Kempegowda                  | Lufthansa                                                     | A350-941            |                       |
| Bombay                    | Aeropuerto Internacional Chhatrapati Shivaji         | Lufthansa                                                     | A340-642*           |                       |
| Delhi                     | Aeropuerto Internacional Indira Gandhi               | Lufthansa                                                     | A380-841            |                       |
| Irán                      |                                                      |                                                               |                     |                       |
| Teherán                   | Aeropuerto Internacional Imán Jomeini                | Lufthansa Mahan Air                                           |                     |                       |
| Israel                    |                                                      |                                                               |                     |                       |
| Tel Aviv                  | Aeropuerto Internacional Ben Gurión                  | Arkia Israel Airlines El Al Israir Lufthansa Transavia TUIfly | B7x7 B737NG B737    |                       |
| Japón                     |                                                      |                                                               |                     |                       |
| Osaka                     | Aeropuerto Internacional de Kansai                   | Lufthansa                                                     | A350-941            |                       |
| Tokio                     | Aeropuerto Internacional de Haneda                   | All Nippon Airways Lufthansa                                  | B787-9 A350-941     |                       |
| Jordania                  |                                                      |                                                               |                     |                       |
| Amán                      | Aeropuerto Internacional Queen Alia                  | Royal Jordanian                                               |                     |                       |
| Kuwait                    |                                                      |                                                               |                     |                       |
| Ciudad de Kuwait          | Aeropuerto Internacional de Kuwait                   | Kuwait Airways                                                |                     |                       |
| Omán                      |                                                      |                                                               |                     |                       |
| Mascate                   | Aeropuerto Internacional de Mascate                  | Oman Air                                                      | B737                |                       |
| Singapur                  |                                                      |                                                               |                     |                       |
| Singapur                  | Aeropuerto Internacional de Singapur                 | Lufthansa Singapore Airlines                                  | A350-941            |                       |
| Tailandia                 |                                                      |                                                               |                     |                       |
| Bangkok                   | Aeropuerto Internacional Suvarnabhumi                | Lufthansa Thai Airways                                        | A350-941            |                       |
| Turquía                   |                                                      |                                                               |                     |                       |
| Ankara                    | Aeropuerto Internacional Esenboğa                    | Lufthansa                                                     |                     |                       |
| Antalya                   | Aeropuerto de Antalya                                | Cóndor Freebird Airlines (Chárter) Lufthansa SunExpress       | A320-200 B737       |                       |
| Bodrum                    | Aeropuerto de Bodrum                                 | SunExpress                                                    | B737                |                       |
| Esmirna                   | Aeropuerto de Esmirna-Adnan Menderes                 | SunExpress Turkish Airlines                                   | B737                |                       |
| Estambul                  | Aeropuerto Internacional de Estambul                 | Turkish Airlines                                              |                     |                       |
| Estambul                  | Aeropuerto Internacional Sabiha Gökçen               | Pegasus Airlines Turkish Airlines                             |                     |                       |
| Uzbekistán                |                                                      |                                                               |                     |                       |
| Taskent                   | Aeropuerto Internacional de Taskent                  | Uzbekistan Airways                                            |                     |                       |
| Vietnam                   |                                                      |                                                               |                     |                       |
| Ciudad de Ho Chi Minh     | Aeropuerto Internacional de Tan Son Nhat             | Vietnam Airlines (inicia 2 de octubre de 2024)                | B787-9              |                       |
| Hanói                     | Aeropuerto Internacional de Nội Bài                  | Vietnam Airlines (inicia 2 de octubre de 2024)                | B787-9              |                       |
| Europa                    |                                                      |                                                               |                     |                       |
| Albania                   |                                                      |                                                               |                     |                       |
| Tirana                    | Aeropuerto de Tirana                                 | Lufthansa                                                     |                     |                       |
| Austria                   |                                                      |                                                               |                     |                       |
| Viena                     | Aeropuerto de Viena-Schwechat                        | Austrian Airlines Lufthansa                                   |                     |                       |
| Graz                      | Aeropuerto de Graz                                   | Lufthansa                                                     |                     |                       |
| Bélgica                   |                                                      |                                                               |                     |                       |
| Bruselas                  | Aeropuerto de Bruselas-National                      | Brussels Airlines Lufthansa Transavia                         | A3xx B737NG         |                       |
| Bosnia y Herzegovina      |                                                      |                                                               |                     |                       |
| Sarajevo                  | Aeropuerto Internacional de Sarajevo                 | Lufthansa                                                     |                     |                       |
| Bulgaria                  |                                                      |                                                               |                     |                       |
| Sofía                     | Aeropuerto de Sofía                                  | Lufthansa                                                     |                     |                       |
| Croacia                   |                                                      |                                                               |                     |                       |
| Split                     | Aeropuerto de Split                                  | Croatia Airlines Lufthansa                                    |                     |                       |
| Zagreb                    | Aeropuerto de Zagreb-Pleso                           | Croatia Airlines Lufthansa                                    |                     |                       |
| Dinamarca                 |                                                      |                                                               |                     |                       |
| Billund                   | Aeropuerto de Billund                                | SUN-AIR                                                       | Do-328JET           |                       |
| Copenhague                | Aeropuerto de Copenhague-Kastrup                     | Lufthansa SAS Transavia                                       | B737NG              |                       |
| Eslovenia                 |                                                      |                                                               |                     |                       |
| Liubliana                 | Aeropuerto de Liubliana                              | Lufthansa                                                     |                     |                       |
| España                    |                                                      |                                                               |                     |                       |
| Alicante                  | Aeropuerto de Alicante                               | Lufthansa Norwegian Air Shuttle Ryanair Transavia             | B737 B737NG         |                       |
| Asturias                  | Aeropuerto de Asturias                               | Lufthansa                                                     |                     |                       |
| Barcelona                 | Aeropuerto de Barcelona-El Prat                      | Lufthansa Vueling                                             | A3xx                |                       |
| Bilbao                    | Aeropuerto de Bilbao                                 | Lufthansa                                                     |                     |                       |
| Fuerteventura             | Aeropuerto de Fuerteventura                          | Cóndor TUIfly Transavia                                       | B737 B737NG         |                       |
| Gran Canaria              | Aeropuerto de Gran Canaria                           | Cóndor Norwegian Air Shuttle TUIfly Transavia                 | B737 B737NG         |                       |
| Lanzarote                 | Aeropuerto de Lanzarote                              | Cóndor TUIfly                                                 | B737                |                       |
| La Palma                  | Aeropuerto de La Palma                               | Cóndor                                                        |                     |                       |
| Madrid                    | Aeropuerto de Madrid-Barajas                         | Air Europa Iberia Lufthansa                                   | B737 A3xx           |                       |
| Málaga                    | Aeropuerto de Málaga-Costa del Sol                   | Lufthansa Norwegian Air Shuttle Vueling                       | B737 A3xx           |                       |
| Palma de Mallorca         | Aeropuerto de Palma de Mallorca                      | Transavia Vueling                                             | B737NG A3xx         |                       |
| Sevilla                   | Aeropuerto de Sevilla                                | Transavia                                                     | B737NG              |                       |
| Tenerife Sur              | Aeropuerto de Tenerife Sur                           | Cóndor Norwegian Air Shuttle Transavia TUIfly                 | B737 B737NG B737    |                       |
| Valencia                  | Aeropuerto de Valencia                               | Lufthansa                                                     |                     |                       |
| Estonia                   |                                                      |                                                               |                     |                       |
| Tallin                    | Aeropuerto de Tallin                                 | LOT Polish Airlines                                           |                     |                       |
| Finlandia                 |                                                      |                                                               |                     |                       |
| Helsinki                  | Aeropuerto de Helsinki-Vantaa                        | Finnair Lufthansa                                             |                     |                       |
| Francia                   |                                                      |                                                               |                     |                       |
| Burdeos                   | Aeropuerto de Burdeos                                | Lufthansa CityLine                                            | A319-100            |                       |
| Lyon                      | Aeropuerto de Lyon-Saint Exupéry                     | Air Dolomiti Lufthansa                                        | E-195LR             |                       |
| Marsella                  | Aeropuerto de Marsella-Provenza                      | Lufthansa                                                     |                     |                       |
| Niza                      | Aeropuerto Internacional Niza Costa Azul             | Lufthansa                                                     |                     |                       |
| París                     | Aeropuerto de París-Charles de Gaulle                | Air France Lufthansa                                          |                     |                       |
| París                     | Aeropuerto de París-Orly                             | Transavia France                                              |                     |                       |
| Toulouse                  | Aeropuerto de Toulouse-Blagnac                       | Lufthansa                                                     |                     |                       |
| Grecia                    |                                                      |                                                               |                     |                       |
| Atenas                    | Aeropuerto Internacional Eleftherios Venizelos       | Lufthansa                                                     |                     |                       |
| Salónica                  | Aeropuerto Internacional Macedonia                   | Aegean Airlines                                               | A32x                |                       |
| Hungría                   |                                                      |                                                               |                     |                       |
| Budapest                  | Aeropuerto de Budapest-Ferenc Liszt                  | Lufthansa                                                     |                     |                       |
| Debrecen                  | Aeropuerto Internacional de Debrecen                 | Lufthansa                                                     |                     |                       |
| Irlanda                   |                                                      |                                                               |                     |                       |
| Cork                      | Aeropuerto de Cork                                   | Aer Lingus                                                    | A3xx                |                       |
| Dublín                    | Aeropuerto de Dublín                                 | Aer Lingus Lufthansa Ryanair                                  | A3xx B737           |                       |
| Islandia                  |                                                      |                                                               |                     |                       |
| Reikiavik                 | Aeropuerto Internacional de Keflavík                 | Icelandair                                                    | B7x7                |                       |
| Italia                    |                                                      |                                                               |                     |                       |
| Ancona                    | Aeropuerto de Ancona-Falconara                       | Air Dolomiti Lufthansa                                        | E-195LR             |                       |
| Bari                      | Aeropuerto de Bari                                   | Air Dolomiti                                                  | E-195LR             |                       |
| Bolonia                   | Aeropuerto de Bolonia                                | Air Dolomiti                                                  | E-195LR             |                       |
| Catania                   | Aeropuerto de Catania                                | Lufthansa                                                     |                     |                       |
| Florencia                 | Aeropuerto de Florencia                              | Air Dolomiti                                                  | E-195LR             |                       |
| Génova                    | Aeropuerto de Génova                                 | Air Dolomiti                                                  | E-195LR             |                       |
| Milán                     | Aeropuerto de Milán-Malpensa                         | Air Dolomiti easyJet Europe Lufthansa                         | E-195LR A3xx        |                       |
| Nápoles                   | Aeropuerto de Nápoles                                | Lufthansa Transavia                                           | B737NG              |                       |
| Olbia                     | Aeropuerto de Olbia-Costa Smeralda                   | Air Dolomiti                                                  | E-195LR             |                       |
| Pisa                      | Aeropuerto de Pisa                                   | Air Dolomiti                                                  | E-195LR             |                       |
| Roma                      | Aeropuerto de Roma-Fiumicino                         | Alitalia Lufthansa Vueling                                    | A3xx                |                       |
| Turín                     | Aeropuerto de Turín-Caselle                          | Lufthansa                                                     |                     |                       |
| Trieste                   | Aeropuerto de Trieste - Friuli Venezia Giulia        | Lufthansa                                                     |                     |                       |
| Venecia                   | Aeropuerto de Venecia-Marco Polo                     | Air Dolomiti Lufthansa                                        | E-195LR             |                       |
| Verona                    | Aeropuerto de Verona-Villafranca                     | Air Dolomiti                                                  | E-195LR             |                       |
| Letonia                   |                                                      |                                                               |                     |                       |
| Riga                      | Aeropuerto de Riga                                   | airBaltic                                                     | A220-371            |                       |
| Luxemburgo                |                                                      |                                                               |                     |                       |
| Luxemburgo                | Aeropuerto de Luxemburgo Findel                      | Lufthansa Luxair                                              |                     |                       |
| Malta                     |                                                      |                                                               |                     |                       |
| Malta                     | Aeropuerto Internacional de Malta                    | KM Malta Airlines                                             | A320-251N           |                       |
| Moldavia                  |                                                      |                                                               |                     |                       |
| Chisináu                  | Aeropuerto Internacional de Chisináu                 | Lufthansa                                                     |                     |                       |
| Noruega                   |                                                      |                                                               |                     |                       |
| Oslo                      | Aeropuerto de Oslo-Gardermoen                        | Lufthansa Norwegian Air Shuttle SAS                           | B737                |                       |
| Países Bajos              |                                                      |                                                               |                     |                       |
| Ámsterdam                 | Aeropuerto de Ámsterdam-Schiphol                     | KLM Lufthansa Transavia                                       | B737NG              |                       |
| Eindhoven                 | Aeropuerto de Eindhoven                              | Transavia                                                     | B737NG              |                       |
| Polonia                   |                                                      |                                                               |                     |                       |
| Breslavia                 | Aeropuerto de Breslavia-Copérnico                    | Lufthansa                                                     |                     |                       |
| Cracovia                  | Aeropuerto de Cracovia-Juan Pablo II                 | Lufthansa                                                     |                     |                       |
| Gdansk                    | Aeropuerto de Gdańsk-Lech Wałęsa                     | Lufthansa                                                     |                     |                       |
| Poznań                    | Aeropuerto de Poznań-Ławica                          | Lufthansa                                                     |                     |                       |
| Rzeszów                   | Aeropuerto de Rzeszów                                | Lufthansa                                                     |                     |                       |
| Varsovia                  | Aeropuerto de Varsovia-Frédéric Chopin               | LOT Polish Airlines Lufthansa                                 |                     |                       |
| Portugal                  |                                                      |                                                               |                     |                       |
| Faro                      | Aeropuerto de Faro                                   | Lufthansa Transavia                                           | B737NG              |                       |
| Lisboa                    | Aeropuerto de Lisboa                                 | Lufthansa TAP Air Portugal Transavia                          | A3xx B737NG         |                       |
| Madeira                   | Aeropuerto de Madeira                                | Cóndor                                                        |                     |                       |
| Oporto                    | Aeropuerto de Oporto                                 | Lufthansa TAP Air Portugal Transavia                          | A3xx B737NG         |                       |
| República Checa           |                                                      |                                                               |                     |                       |
| Praga                     | Aeropuerto de Praga                                  | Czech Airlines Lufthansa                                      |                     |                       |
| Reino Unido               |                                                      |                                                               |                     |                       |
| Birmingham                | Aeropuerto Internacional de Birmingham-West Midlands | Lufthansa                                                     |                     |                       |
| Edimburgo                 | Aeropuerto de Edimburgo                              | easyJet                                                       | A3xx                |                       |
| Londres                   | Aeropuerto de Londres-Gatwick                        | easyJet                                                       | A3xx                |                       |
| Londres                   | Aeropuerto de Londres-Heathrow                       | British Airways Lufthansa                                     |                     |                       |
| Londres                   | Aeropuerto de Londres-Stansted                       | easyJet                                                       | A3xx                |                       |
| Londres                   | Aeropuerto de Londres-Luton                          | easyJet                                                       | A3xx                |                       |
| Mánchester                | Aeropuerto Internacional de Mánchester               | easyJet Lufthansa                                             | A3xx                |                       |
| Rumania                   |                                                      |                                                               |                     |                       |
| Bucarest                  | Aeropuerto Internacional de Bucarest-Henri Coandă    | Lufthansa TAROM                                               |                     |                       |
| Iași                      | Aeropuerto Internacional de Iași                     | TAROM                                                         |                     |                       |
| Sibiu                     | Aeropuerto Internacional de Sibiu                    | Lufthansa TAROM                                               |                     |                       |
| Timișoara                 | Aeropuerto Internacional de Timișoara                | Lufthansa                                                     |                     |                       |
| Serbia                    |                                                      |                                                               |                     |                       |
| Belgrado                  | Aeropuerto de Belgrado-Nikola Tesla                  | Lufthansa                                                     |                     |                       |
| Suecia                    |                                                      |                                                               |                     |                       |
| Estocolmo                 | Aeropuerto de Estocolmo-Arlanda                      | Lufthansa Norwegian Air Shuttle SAS                           | B737                |                       |
| Gotemburgo                | Aeropuerto de Gotemburgo-Landvetter                  | Lufthansa                                                     |                     |                       |
| Suiza                     |                                                      |                                                               |                     |                       |
| Ginebra                   | Aeropuerto Internacional de Ginebra                  | easyJet Switzerland                                           | A3xx                |                       |
| Zúrich                    | Aeropuerto Internacional de Zúrich                   | Lufthansa Swiss                                               | A                   |                       |
| Suiza Francia Alemania    |                                                      |                                                               |                     |                       |
| Basilea/Mulhouse/Friburgo | Aeropuerto de Basilea-Mulhouse-Friburgo              | Lufthansa                                                     |                     |                       |

### Vuelos Estacionales
Vuelos internacionales, estacionales y chárter, operados desde el aeropuerto:
| Ciudades por países       | Nombre del aeropuerto                                           | Aerolíneas                                                            | Aeronaves        | Frecuencias semanales |        |
| África                    | África                                                          | África                                                                | África           | África                | África |
| ------------------------- | --------------------------------------------------------------- | --------------------------------------------------------------------- | ---------------- | --------------------- | ------ |
| Egipto                    |                                                                 |                                                                       |                  |                       |        |
| Marsa Alam                | Aeropuerto Internacional de Marsa Alam                          | Cóndor                                                                |                  |                       |        |
| Kenia                     |                                                                 |                                                                       |                  |                       |        |
| Mombasa                   | Aeropuerto Internacional Moi                                    | Cóndor                                                                |                  |                       |        |
| Mauricio                  |                                                                 |                                                                       |                  |                       |        |
| Port Louis                | Aeropuerto Internacional Sir Seewoosagur Ramgoolam              | Cóndor                                                                |                  |                       |        |
| Namibia                   |                                                                 |                                                                       |                  |                       |        |
| Windhoek                  | Aeropuerto Internacional de Windhoek Hosea Kutako               | Cóndor                                                                |                  |                       |        |
| Tanzania                  |                                                                 |                                                                       |                  |                       |        |
| Zanzíbar                  | Aeropuerto Internacional de Zanzíbar                            | Cóndor                                                                |                  |                       |        |
| Túnez                     |                                                                 |                                                                       |                  |                       |        |
| Enfidha                   | Aeropuerto Internacional Enfidha-Hammamet                       | Cóndor                                                                |                  |                       |        |
| Túnez                     | Aeropuerto Internacional de Túnez-Cartago                       | Lufthansa                                                             |                  |                       |        |
| Sudáfrica                 |                                                                 |                                                                       |                  |                       |        |
| Ciudad del Cabo           | Aeropuerto Internacional de Ciudad del Cabo                     | Lufthansa                                                             |                  |                       |        |
| Norteamérica              |                                                                 |                                                                       |                  |                       |        |
| Canadá                    |                                                                 |                                                                       |                  |                       |        |
| Halifax                   | Aeropuerto Internacional de Halifax-Stanfield                   | Cóndor                                                                |                  |                       |        |
| Toronto                   | Aeropuerto Internacional Toronto Pearson                        | Lufthansa                                                             |                  |                       |        |
| Vancouver                 | Aeropuerto Internacional de Vancouver                           | Lufthansa                                                             |                  |                       |        |
| Estados Unidos            |                                                                 |                                                                       |                  |                       |        |
| Charlotte                 | Aeropuerto Internacional de Charlotte-Douglas                   | American Airlines                                                     |                  |                       |        |
| Dallas                    | Aeropuerto Internacional de Dallas-Fort Worth                   | American Airlines                                                     |                  |                       |        |
| Detroit                   | Aeropuerto Internacional de Detroit                             | Delta Airlines                                                        |                  |                       |        |
| Centroamérica y El Caribe |                                                                 |                                                                       |                  |                       |        |
| Barbados                  |                                                                 |                                                                       |                  |                       |        |
| Bridgetown                | Aeropuerto Internacional Grantley Adams                         | Cóndor                                                                |                  |                       |        |
| Costa Rica                |                                                                 |                                                                       |                  |                       |        |
| San José                  | Aeropuerto Internacional Juan Santamaría                        | Cóndor                                                                |                  |                       |        |
| Cuba                      |                                                                 |                                                                       |                  |                       |        |
| Santa Clara               | Aeropuerto Internacional Abel Santamaría                        | Cóndor                                                                |                  |                       |        |
| Varadero                  | Aeropuerto Juan Gualberto Gómez                                 | Cóndor                                                                |                  |                       |        |
| Jamaica                   |                                                                 |                                                                       |                  |                       |        |
| Montego Bay               | Aeropuerto Internacional Sir Donald Sangster                    | Cóndor                                                                |                  |                       |        |
| República Dominicana      |                                                                 |                                                                       |                  |                       |        |
| Puerto Plata              | Aeropuerto Internacional Gregorio Luperón                       | Cóndor                                                                |                  |                       |        |
| Santo Domingo             | Aeropuerto Internacional Las Américas                           | Cóndor                                                                |                  |                       |        |
| Trinidad y Tobago         |                                                                 |                                                                       |                  |                       |        |
| Tobago                    | Aeropuerto Internacional A.N.R. Robinson                        | Cóndor                                                                |                  |                       |        |
| Asia                      |                                                                 |                                                                       |                  |                       |        |
| Arabia Saudita            |                                                                 |                                                                       |                  |                       |        |
| Riad                      | Aeropuerto Internacional Rey Khalid                             | Saudia                                                                |                  |                       |        |
| Chipre                    |                                                                 |                                                                       |                  |                       |        |
| Pafos                     | Aeropuerto Internacional de Pafos                               | Lufthansa                                                             |                  |                       |        |
| India                     |                                                                 |                                                                       |                  |                       |        |
| Goa                       | Aeropuerto Internacional de Goa                                 | Cóndor                                                                |                  |                       |        |
| Israel                    |                                                                 |                                                                       |                  |                       |        |
| Tel Aviv                  | Aeropuerto Internacional Ben Gurión                             | El Al                                                                 | B7x7             |                       |        |
| Turquía                   |                                                                 |                                                                       |                  |                       |        |
| Ankara                    | Aeropuerto Internacional Esenboğa                               | Turkish Airlines                                                      |                  |                       |        |
| Antalya                   | Aeropuerto de Antalya                                           | Pegasus Airlines TUIfly                                               | B737             |                       |        |
| Bodrum                    | Aeropuerto de Bodrum                                            | Lufthansa                                                             |                  |                       |        |
| Dalaman                   | Aeropuerto de Dalaman                                           | Cóndor TUIfly                                                         | B737             |                       |        |
| Esmirna                   | Aeropuerto de Esmirna-Adnan Menderes                            | Lufthansa                                                             |                  |                       |        |
| Estambul                  | Aeropuerto Internacional Atatürk                                | Lufthansa Turkish Airlines                                            |                  |                       |        |
| Kayseri                   | Aeropuerto Internacional Erkitel                                | Turkish Airlines                                                      |                  |                       |        |
| Samsun                    | Aeropuerto de Samsun-Çarşamba                                   | Turkish Airlines                                                      |                  |                       |        |
| Europa                    |                                                                 |                                                                       |                  |                       |        |
| Croacia                   |                                                                 |                                                                       |                  |                       |        |
| Dubrovnik                 | Aeropuerto de Dubrovnik                                         | Lufthansa Lufthansa Regional operado por Lufthansa CityLine Transavia | B737NG           |                       |        |
| Pula                      | Aeropuerto de Pula                                              | Lufthansa Regional operado por Lufthansa CityLine                     |                  |                       |        |
| Rijeka                    | Aeropuerto de Rijeka                                            | Croatia Airlines                                                      |                  |                       |        |
| Split                     | Aeropuerto de Split                                             | Lufthansa                                                             |                  |                       |        |
| Zadar                     | Aeropuerto de Zadar                                             | Lufthansa Regional operado por Lufthansa CityLine                     |                  |                       |        |
| España                    |                                                                 |                                                                       |                  |                       |        |
| Asturias                  | Aeropuerto de Asturias                                          | Volotea                                                               | A3xxceo          |                       |        |
| Fuerteventura             | Aeropuerto de Fuerteventura                                     | Lufthansa                                                             |                  |                       |        |
| Gran Canaria              | Aeropuerto de Gran Canaria                                      | Lufthansa                                                             |                  |                       |        |
| Ibiza                     | Aeropuerto de Ibiza                                             | Cóndor TUIfly                                                         | B737             |                       |        |
| Jerez de la Frontera      | Aeropuerto de Jerez                                             | TUIfly                                                                | B737             |                       |        |
| Menorca                   | Aeropuerto de Menorca                                           | TUIfly                                                                | B737             |                       |        |
| Palma de Mallorca         | Aeropuerto de Palma de Mallorca                                 | Lufthansa Cóndor TUIfly                                               | B737             |                       |        |
| Sevilla                   | Aeropuerto de Sevilla                                           | Lufthansa                                                             |                  |                       |        |
| Tenerife Sur              | Aeropuerto de Tenerife Sur                                      | Lufthansa                                                             |                  |                       |        |
| Valencia                  | Aeropuerto de Valencia                                          | Transavia                                                             | B737NG           |                       |        |
| Finlandia                 |                                                                 |                                                                       |                  |                       |        |
| Kittilä                   | Aeropuerto de Kittilä                                           | Lufthansa                                                             |                  |                       |        |
| Francia                   |                                                                 |                                                                       |                  |                       |        |
| Bastia                    | Aeropuerto de Bastia-Poretta                                    | Lufthansa Regional operado por Lufthansa CityLine                     |                  |                       |        |
| Burdeos                   | Aeropuerto de Burdeos-Mérignac                                  | Volotea                                                               | A3xxceo          |                       |        |
| Nantes                    | Aeropuerto de Nantes Atlantique                                 | Volotea                                                               | A3xxceo          |                       |        |
| Grecia                    |                                                                 |                                                                       |                  |                       |        |
| Atenas                    | Aeropuerto Internacional Eleftherios Venizelos                  | Aegean Airlines                                                       | A3xx             |                       |        |
| Corfú                     | Aeropuerto Internacional de Corfú-Ioannis Kapodistrias          | Aegean Airlines Cóndor Lufthansa TUIfly                               | A3xx B737        |                       |        |
| Cos                       | Aeropuerto Internacional de Kos-Hipócrates                      | Cóndor operado por airBaltic TUIfly                                   | A220-371 B737    |                       |        |
| Heraclión                 | Aeropuerto Internacional de Heraclión Nikos Kazantzakis         | Aegean Airlines Cóndor Lufthansa TUIfly                               | A3xx B737        |                       |        |
| Kalamata                  | Aeropuerto Internacional de Kalamata                            | Aegean Airlines Cóndor                                                | A3xx             |                       |        |
| Kavala                    | Aeropuerto Internacional de Kávala                              | Cóndor operado por airBaltic                                          | A220-371         |                       |        |
| Míconos                   | Aeropuerto Nacional de Míconos                                  | Cóndor operado por airBaltic Volotea                                  | A220-371 A3xxceo |                       |        |
| Patras                    | Aeropuerto de Araxos                                            | TUIfly                                                                | B737             |                       |        |
| Préveza                   | Aeropuerto Internacional de Préveza                             | Cóndor operado por airBaltic                                          | A220-371         |                       |        |
| Rodas                     | Aeropuerto Internacional de Rodas-Diágoras                      | Aegean Airlines Cóndor TUIfly                                         | A3xx B737        |                       |        |
| Santorini                 | Aeropuerto Nacional de Santorini (Thira)                        | Cóndor Lufthansa                                                      |                  |                       |        |
| Scíathos                  | Aeropuerto Internacional de Scíathos - Alexandros Papadiamantis | Cóndor                                                                |                  |                       |        |
| Volos                     | Aeropuerto Internacional de Volos - Nea Anchialos               | Cóndor                                                                |                  |                       |        |
| Zante                     | Aeropuerto Internacional de Zante                               | Cóndor operado por airBaltic                                          | A220-371         |                       |        |
| Islandia                  |                                                                 |                                                                       |                  |                       |        |
| Reikiavik                 | Aeropuerto Internacional de Keflavík                            | Lufthansa                                                             |                  |                       |        |
| Italia                    |                                                                 |                                                                       |                  |                       |        |
| Bari                      | Aeropuerto de Bari                                              | Transavia                                                             | B737NG           |                       |        |
| Brindisi                  | Aeropuerto de Brindisi                                          | Air Dolomiti                                                          | E-195LR          |                       |        |
| Catania                   | Aeropuerto de Catania                                           | Lufthansa Transavia                                                   | B737NG           |                       |        |
| Lamezia Terme             | Aeropuerto Internacional de Lamezia Terme                       | Lufthansa                                                             |                  |                       |        |
| Olbia                     | Aeropuerto de Olbia-Costa Smeralda                              | Lufthansa Regional operado por Lufthansa CityLine                     |                  |                       |        |
| Palermo                   | Aeropuerto Internacional de Palermo                             | Transavia                                                             | B737NG           |                       |        |
| Perugia                   | Aeropuerto de Perugia                                           | Lufthansa Regional operado por Air Dolomiti                           | E-195LR          |                       |        |
| Pisa                      | Aeropuerto de Pisa                                              | Lufthansa Transavia                                                   | B737NG           |                       |        |
| Venecia                   | Aeropuerto de Venecia-Marco Polo                                | Transavia                                                             | B737NG           |                       |        |
| Jersey                    |                                                                 |                                                                       |                  |                       |        |
| Jersey                    | Aeropuerto de Jersey                                            | Lufthansa Regional operado por Lufthansa CityLine                     |                  |                       |        |
| Malta                     |                                                                 |                                                                       |                  |                       |        |
| Malta                     | Aeropuerto Internacional de Malta                               | Lufthansa                                                             |                  |                       |        |
| Portugal                  |                                                                 |                                                                       |                  |                       |        |
| Faro                      | Aeropuerto de Faro                                              | TUIfly                                                                | B737             |                       |        |
| Ponta Delgada             | Aeropuerto Juan Pablo II                                        | Azores Airlines                                                       | A321-253N        |                       |        |
| Reino Unido               |                                                                 |                                                                       |                  |                       |        |
| Glasgow                   | Aeropuerto Internacional de Glasgow                             | Lufthansa                                                             |                  |                       |        |

### Carga

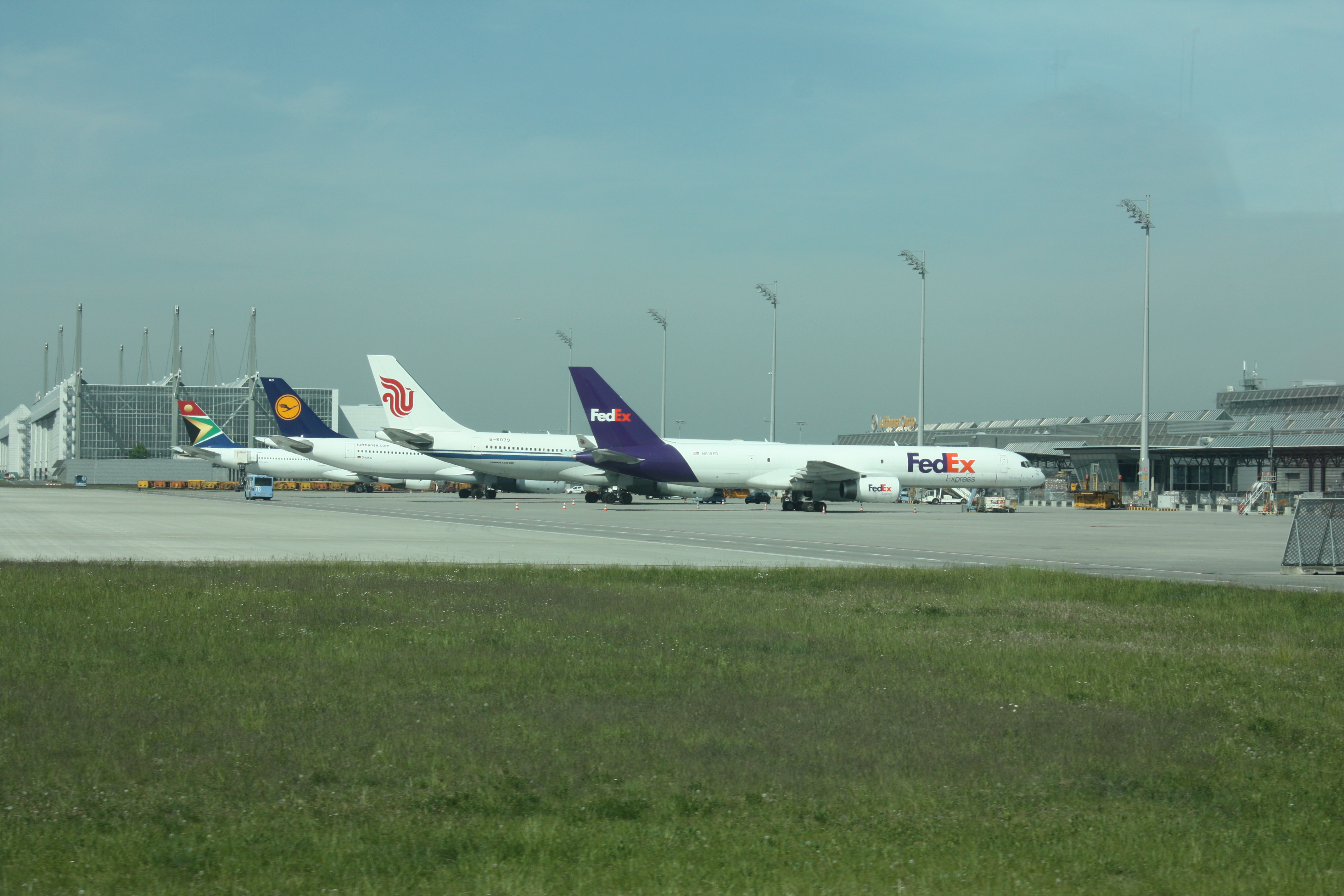
Varias aeronaves en la terminal de carga.

Complementando a la terminal de pasajeros, el aeropuerto cuenta con un centro de carga. Varias aerolíneas hacen uso de él, por ejemplo:
| Aerolíneas                           | Destinos                                                         |
| ------------------------------------ | ---------------------------------------------------------------- |
| Cargolux                             | Atlanta, Luxemburgo                                              |
| DHL Aviation operado por EAT Leipzig | Leipzig/Halle                                                    |
| FedEx Express                        | Colonia/Bonn, Frankfurt, Milán-Malpensa, París-Charles de Gaulle |
| Star Air (Maersk)                    | Atenas, Colonia/Bonn                                             |
| TNT Airways                          | Lieja, Liubliana                                                 |
| Yangtze River Express                | Bruselas, Shanghái-Pudong, Tianjin                               |

## Tráfico y estadísticas

### Tráfico de pasajeros

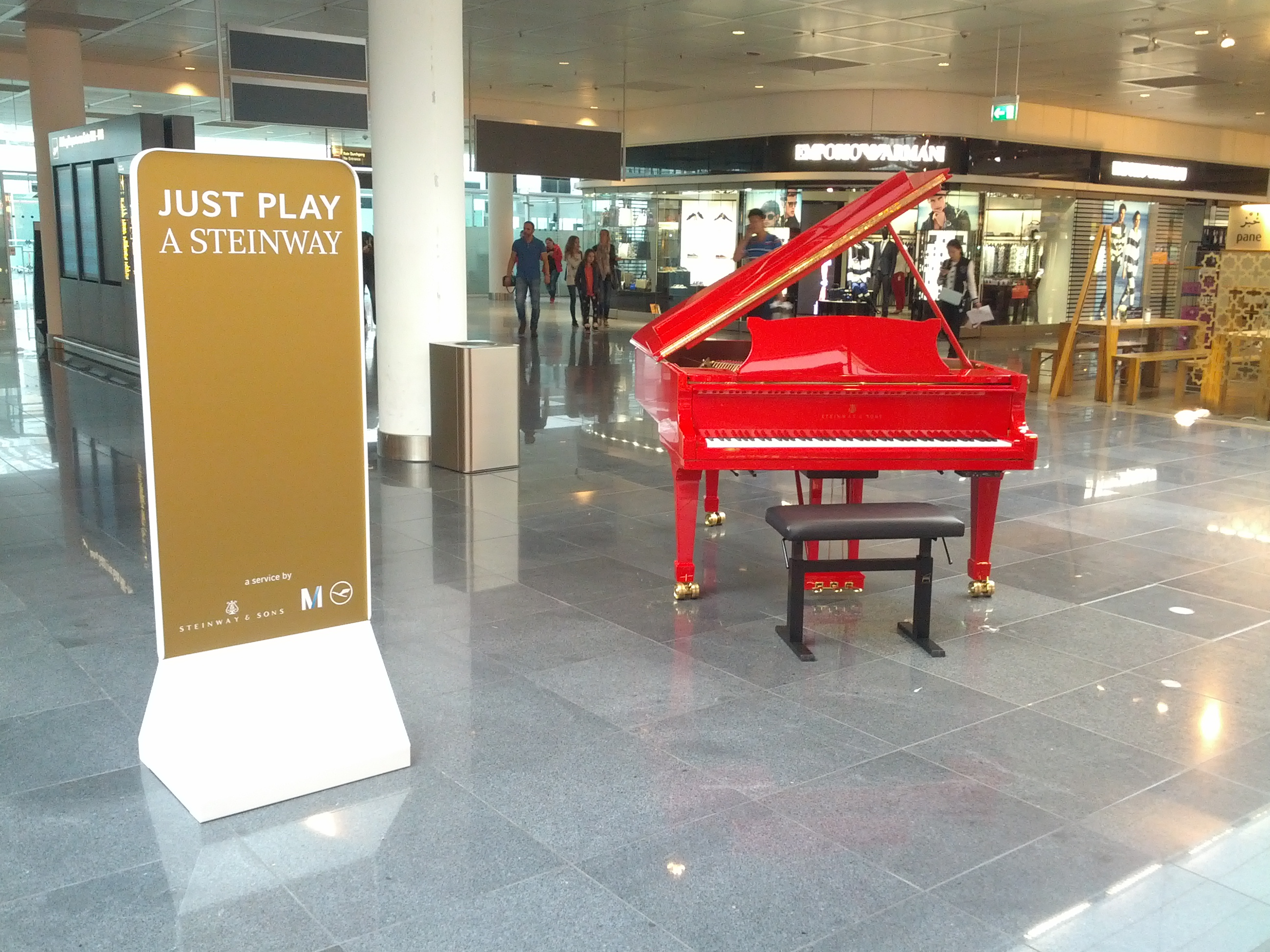
Piano libre

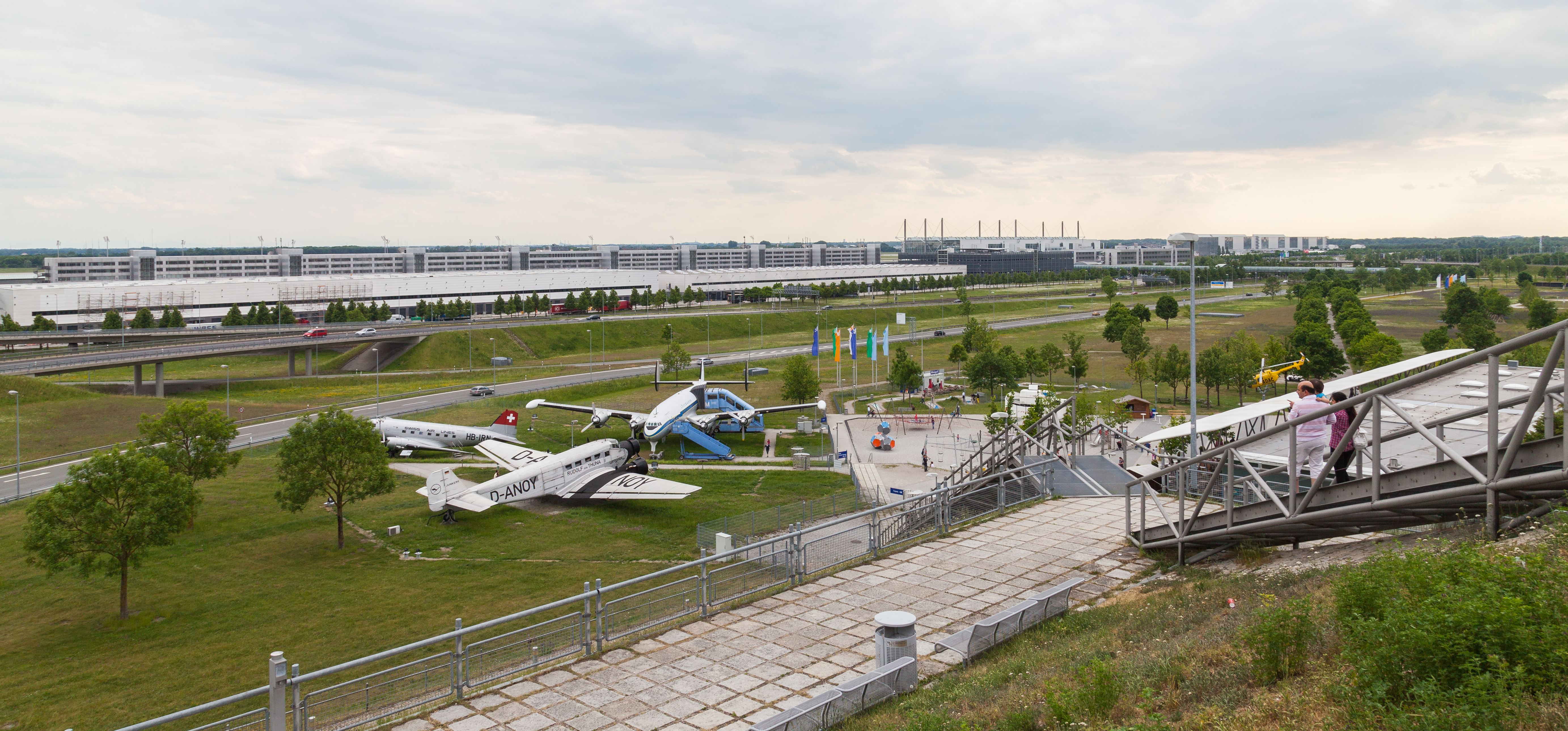
Aviones antiguos en el Visitors Park.

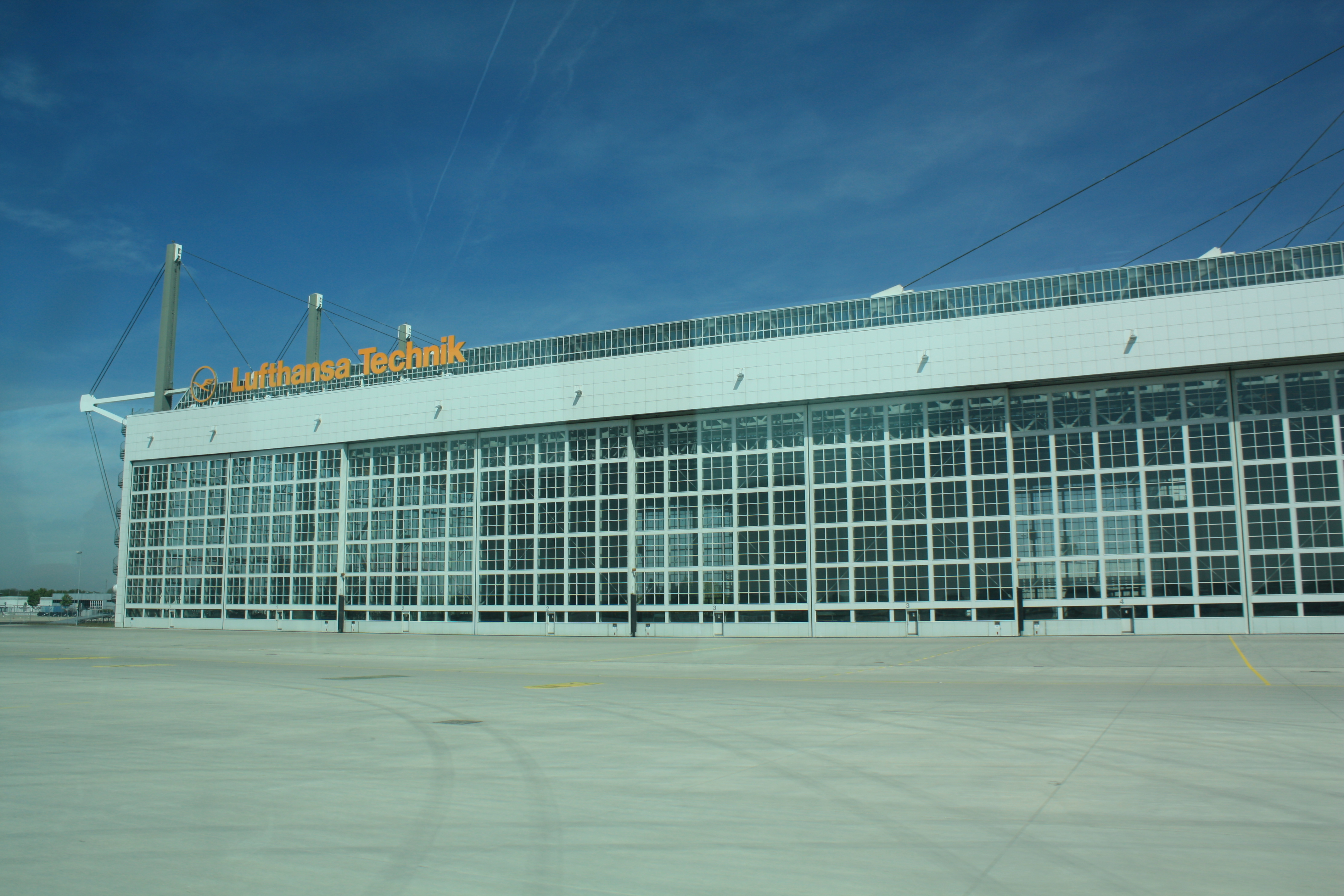
Instalaciones de mantenimiento de Lufthansa Technik en el aeropuerto.

Ver fuente y consulta Wikidata.
| 2000        | 23.125.872 |
| 2001        | 23.646.900 |
| 2002        | 23.163.720 |
| 2003        | 24.193.304 |
| 2004        | 26.814.505 |
| 2005        | 28.619.427 |
| 2006        | 30.757.978 |
| 2007        | 33.959.422 |
| 2008        | 34.530.593 |
| 2009        | 32.681.067 |
| 2010        | 34.721.605 |
| 2011        | 37.763.701 |
| 2012        | 38.360.604 |
| 2013        | 38.672.644 |
| 2014        | 39.700.515 |
| Source: ADV |            |

### Rutas más transitadas
| Puesto             | Destino                           | Aerolíneas                          | Pasajeros     | Variación |
| Continentales      | Continentales                     | Continentales                       | Continentales |           |
| ------------------ | --------------------------------- | ----------------------------------- | ------------- | --------- |
| 1                  | Reino Unido, Londres-Heathrow     | Lufthansa, British Airways          | 1.173.000     | 1.4%      |
| 2                  | Francia, París-Charles de Gaulle  | Lufthansa, Air France               | 913.200       | 1.4%      |
| 3                  | España, Madrid                    | Lufthansa, Air Europa, Iberia L.A.E | 741.000       | 15.2%     |
| 4                  | Países Bajos, Ámsterdam           | Lufthansa, KLM                      | 728.100       | 5.5%      |
| 5                  | España, Barcelona                 | Lufthansa, Vueling                  | 724.300       | 1.2%      |
| 6                  | Turquía, Estambul-Atatürk         | Lufthansa, Turkish Airlines         | 640.100       | 1.8%      |
| 7                  | España, Palma de Mallorca         | Lufthansa                           | 618.000       | 9.6%      |
| 8                  | Italia, Roma-Fiumicino            | Lufthansa, Alitalia                 | 602.500       | 12.0%     |
| 9                  | Turquía, Antalya                  | Onur Air                            | 556.300       | 7.6%      |
| 10                 | Austria, Viena                    | Lufthansa, Austrian Airlines        | 540.300       | 3.7%      |
| Intercontinentales |                                   |                                     |               |           |
| 1                  | Emiratos Árabes Unidos, Dubái     | Lufthansa, Emirates                 | 691.800       | 4.8%      |
| 2                  | Estados Unidos, Newark            | Lufthansa, United Airlines          | 330.400       | 0.9%      |
| 3                  | Estados Unidos, Chicago-O'Hare    | Lufthansa, United Airlines          | 303.000       | 2.8%      |
| 4                  | Emiratos Árabes Unidos, Abu Dhabi | Etihad Airways                      | 275.000       | 80.3%     |
| 5                  | Catar, Doha                       | Qatar Airways                       | 269.700       | 4.6%      |
| 6                  | Japón, Tokio-Narita               | Lufthansa, All Nippon Airways       | 253.400       | 15.1%     |
| 7                  | Estados Unidos, Washington-Dulles | Lufthansa, United Airlines          | 246.000       | 0.2%      |
| 8                  | China, Pekín                      | Lufthansa, Air China                | 233.600       | 0.5%      |
| 9                  | Canadá, Toronto                   | Lufthansa, Air Canada               | 228.900       | 33.3%     |
| 10                 | China, Shanghái-Pudong            | Lufthansa, Air China                | 207.500       | 11.6%     |

## Acceso terrestre

### Carretera
El Aeropuerto de Múnich es accesible por la autopista A 92, que conecta con la autopista A9 (hacia Núremberg) y la autovía de circunvalación de Múnich A99.
La Carretera Estatal de Baviera St. 2584 conecta con la salida 6 de la A 92 (Flughafen München) - una salida incompleta que solo puede ser utilizada por el tráfico desde y hacia el oeste - a las terminales. El acceso desde el este es posible a través de la salida 8 (Freising Ost) y la Carretera Estatal St. 2580, que conecta con la St. 2584 en el este del aeropuerto.

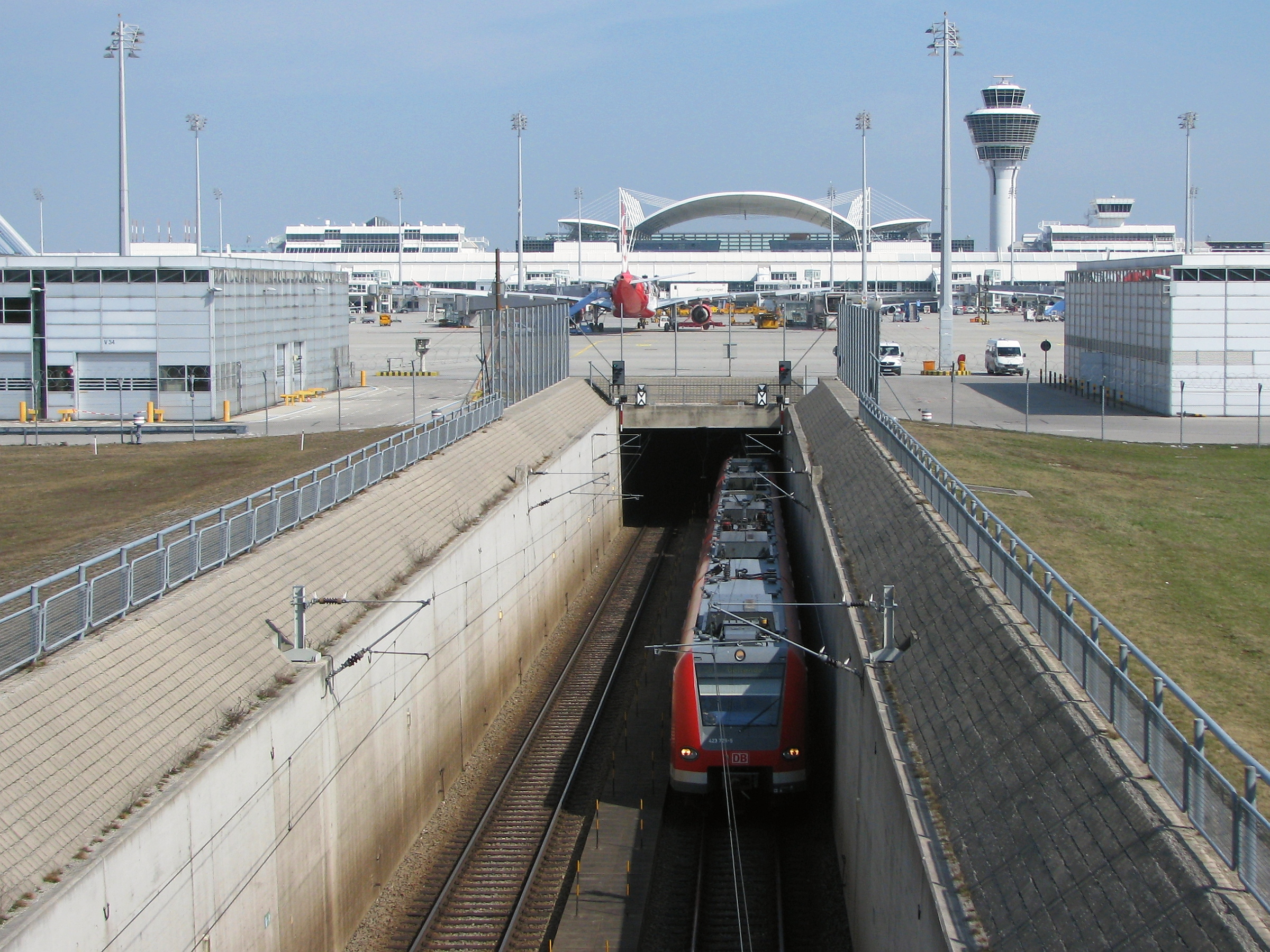
Tren de la S-Bahn en el túnel de acceso a la Terminal 1.

Mapa del S-Bahn de Múnich.

### Tren
El aeropuerto está conectado a la ciudad por un tren de cercanías (S-Bahn) mediante las líneas S1 y S8. El trayecto dura aproximadamente 45 minutos hasta la estación de Marienplatz, en el centro de la ciudad. La línea S1 va desde el aeropuerto a través de los suburbios del noroeste y llega al centro de la ciudad desde el oeste (Hauptbahnhof - Marienplatz - München Ost), mientras que la S8 viene por los suburbios del este pasando por las estaciones en la dirección opuesta. El S-Bahn desde el aeropuerto hasta la ciudad opera aproximadamente 20 horas al día con un breve descanso de 01:30 a 04:00.
Por otra parte, un servicio regular de autobuses (línea MVV 635) conecta el aeropuerto en 20 minutos con la estación de tren de Freising, que proporciona acceso a trenes regionales con destinos como Múnich, Núremberg, Ratisbona y Praga.
La estación terminal de aeropuerto de Múnich está situada en un túnel debajo de la zona central. Una segunda estación llamada Besucherpark ("Visitantes del Parque") conecta las zonas de carga y mantenimiento, los estacionamiento de larga estancia, los edificios administrativos y el de Visitantes del parque, del que recibe su nombre.
Un segundo túnel debajo de los terminales no se utiliza actualmente. Originalmente, había planes para utilizarlo para el ferrocarril interurbano, posteriormente, para un tren de levitación magnética para hacer el viaje hasta München Hauptbahnhof en 10 minutos. Sin embargo, este proyecto fue cancelado en marzo de 2008 debido al aumento de los costes.

### Bus
Las líneas de autobuses MVV conectan el aeropuerto con la ciudad de Freising, así como Erding y Markt Schwaben. El servicio de bus de Lufthansa ofrece una alternativa a la S-Bahn, parando en la estación de Nordfriedhof de la U-Bahn y en la estación central de Múnich.